# Linden (Gattung)
Die Linden (Tilia), über mittelhochdeutsch linde von althochdeutsch linta, bilden eine Pflanzengattung in der Unterfamilie der Lindengewächse (Tilioideae) innerhalb der Familie der Malvengewächse (Malvaceae).

## Beschreibung

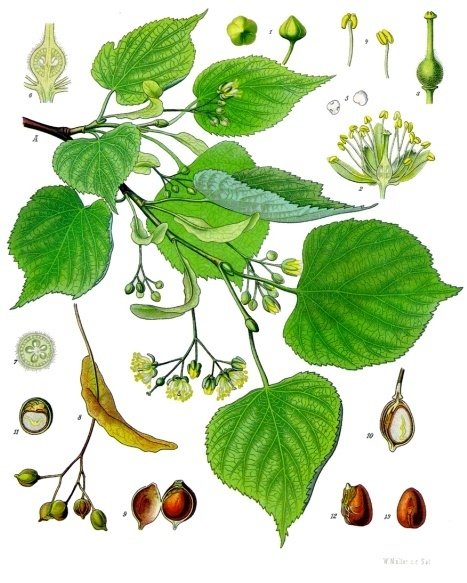
Illustration aus Köhler’s Medizinalpflanzen der Winter-Linde (Tilia cordata)

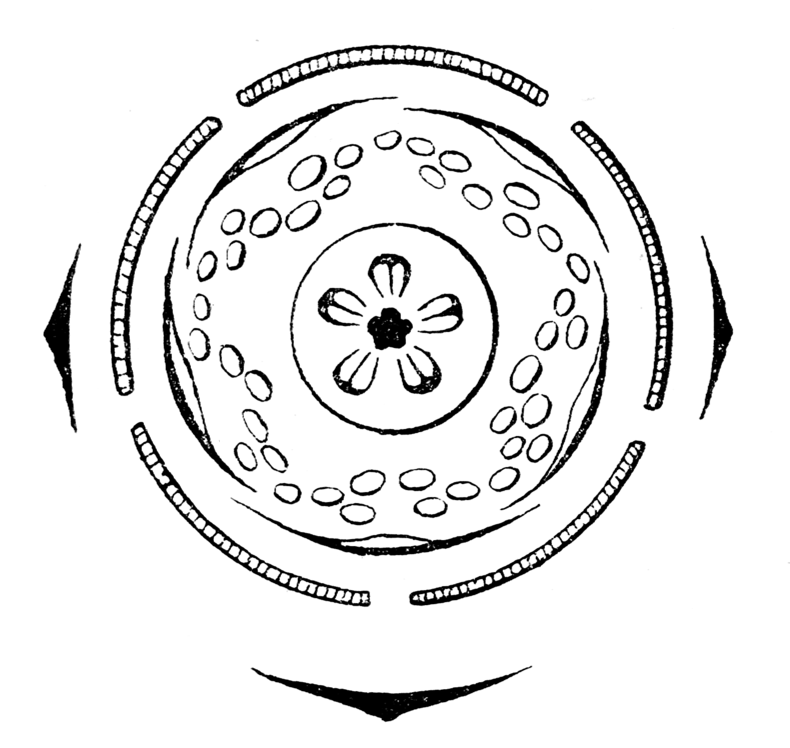
Blütendiagramm

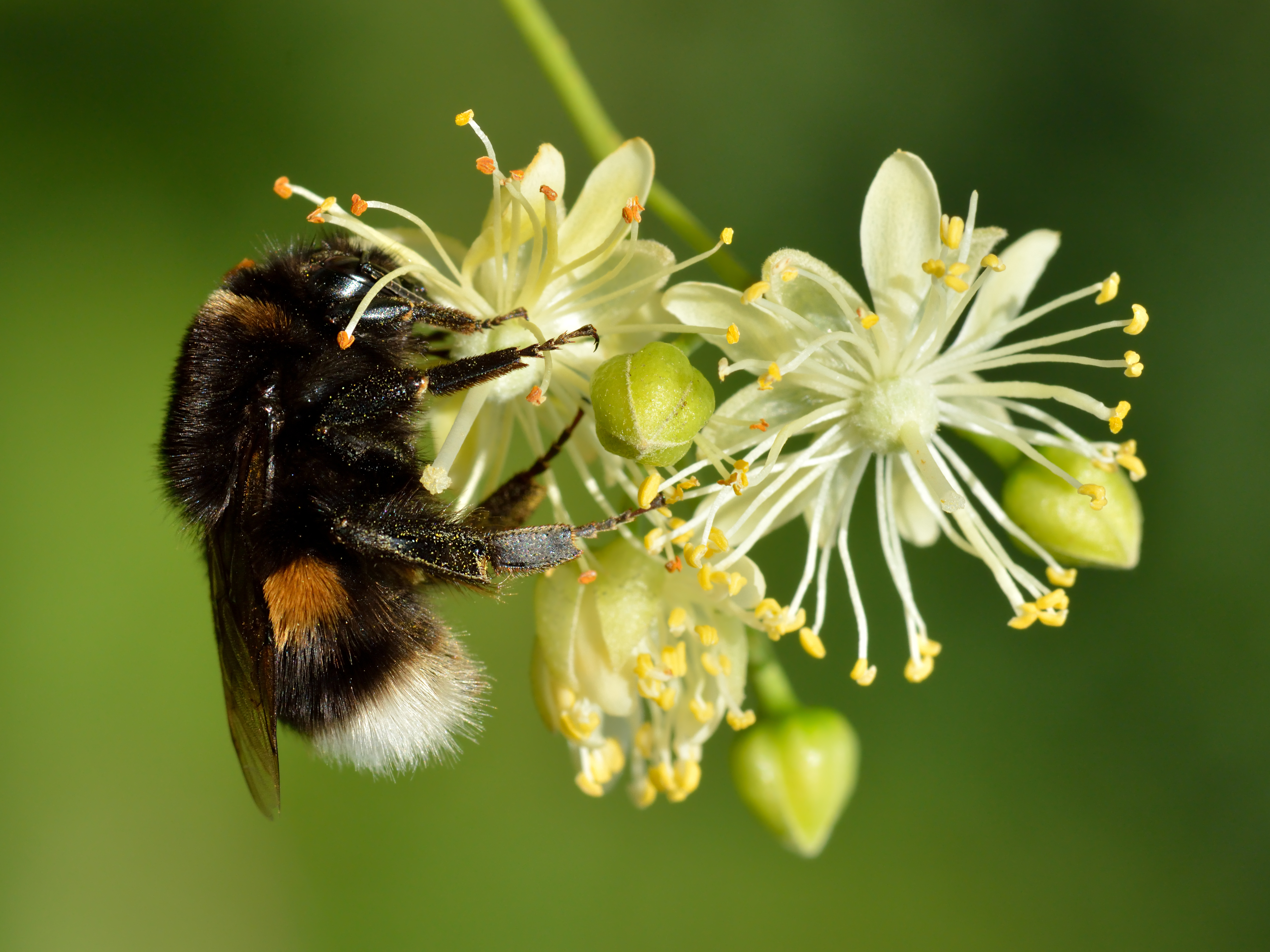
Blütenstand der Winterlinde (Tilia cordata) mit Dunkler Erdhummel

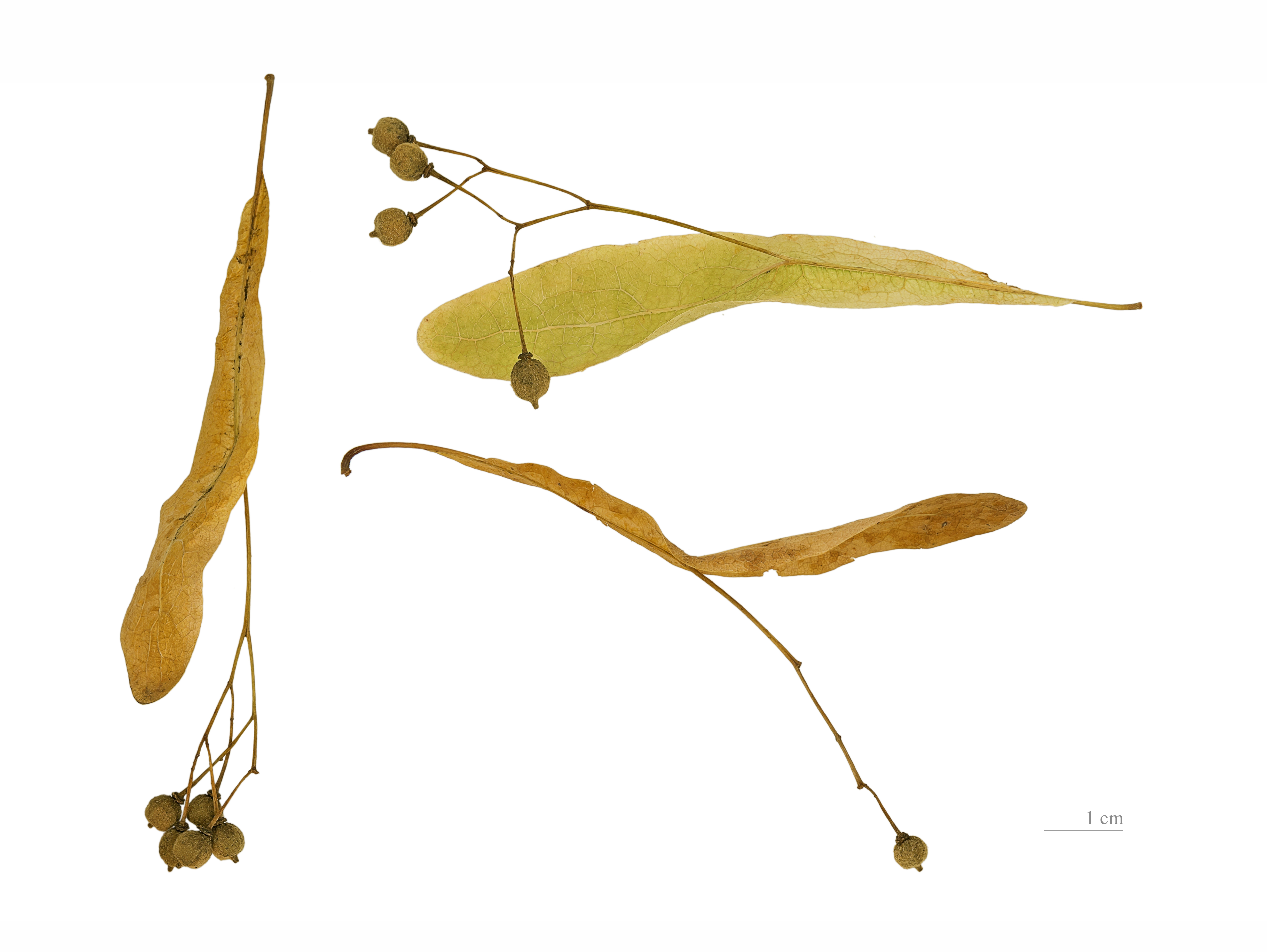
Früchte von Tilia cordata mit flügeligem Hochblatt

### Vegetative Merkmale
Linden-Arten sind laubabwerfende Bäume. Sie bilden keine terminalen Knospen, daher ist ihr Wuchs sympodial. Je nach Linden-Art erreichen sie maximale Wuchshöhen zwischen 15 Metern (z. B. Krimlinde) und 40 Metern. Der erreichbare Stammdurchmesser variiert ebenfalls von Art zu Art, liegt in der Regel zwischen 1 und 1,8 Meter. Sie können ein Alter von bis zu 1000 Jahren erreichen. Die Knospenschuppen fallen früh ab.
Die wechselständig und zweizeilig angeordneten Laubblätter sind in Blattstiel und Blattspreite gegliedert. Die einfache Blattspreite ist meist herzförmig.

### Generative Merkmale
Im seitenständigen, zymösen Blütenstand befinden sich drei oder mehr Blüten. Ein auffälliges, längliches großes Hochblatt ist mit der Blütenstandsachse lang verwachsen; es dient für den abfallenden Fruchtstand als Flügel. Die duftenden, zwittrigen Blüten sind radiärsymmetrisch und fünfzählig mit doppelter Blütenhülle. Es sind fünf Kelchblätter vorhanden mit Nektardrüsen an ihrer Basis. Die fünf Kronblätter sind weiß oder gelb. Es sind viele Staubblätter vorhanden; sie sind frei oder in fünf Bündeln zusammengefasst. Die Staubfäden sind oft gegabelt. Fünf Fruchtblätter sind zu einem fünfkammerigen Fruchtknoten zusammengewachsen. In jeder Fruchtknotenkammer befinden sich zwei Samenanlagen. Der Griffel endet mit einer fünflappigen Narbe. Linden-Arten besitzen einen fünffächrigen Fruchtknoten.
Es werden Schließfrüchte (Pseudosamara) entwickelt.

## Ökologie
Die Lindenarten vermehren sich stark vegetativ durch Stockausschlag und Wurzelbrut, können sich darüber hinaus aber auch generativ vermehren.
Bei der generativen Vermehrung erfolgt die Bestäubung durch verschiedene Insekten, die durch den intensiven Duft der Lindenblüten angelockt werden. Hierzu gehören Bienen und Hummeln, Schwebfliegen und andere Dipteren. Teilweise kommt es jedoch auch zu Windbestäubung. Die Samen werden hauptsächlich durch den Wind ausgebreitet (Anemochorie).

## Krankheiten und Schädlinge
Vor allem Linden, die in Städten als Straßenbäume wachsen, werden häufiger von der Lindenspinnmilbe befallen. Bei starkem Befall durch die Lindenspinnmilbe können die Bäume schon im Juli völlig entlaubt sein. Bei Straßenbäumen tritt auch öfter ein Schaden durch die Kleine Lindenblattwespe auf. Die Larven des Großen Lindenprachtkäfers fressen in und unter der Rinde gut besonnter Partien stärkerer Äste oder des Stammes kränkelnder Linden. Bei starkem Befall kann der Larvenfraß zum Absterben und Abbrechen der Äste sowie in weiterer Folge zum Absterben des ganzen Baumes führen. An Sommerlinden findet man häufig die Lindengallmilbe, die jedoch nicht zu den Schädlingen gezählt wird.

## Verbreitung und Systematik
Die 20 bis 45 Arten (plus etliche (überwiegend natürlich entstandene) Hybriden) der Gattung Tilia gedeihen hauptsächlich in gemäßigten bis subtropischen Gebieten. 19 bis 20 Arten kommen in China vor, etwa 15 davon nur dort. Linden können in der Schweiz kleinflächige, aber artenreiche Mischwälder bilden. Die Bestimmung der Arten ist schwierig, molekulargenetische Daten lassen vermuten, dass die Artenzahl wohl etwa 22 ist.

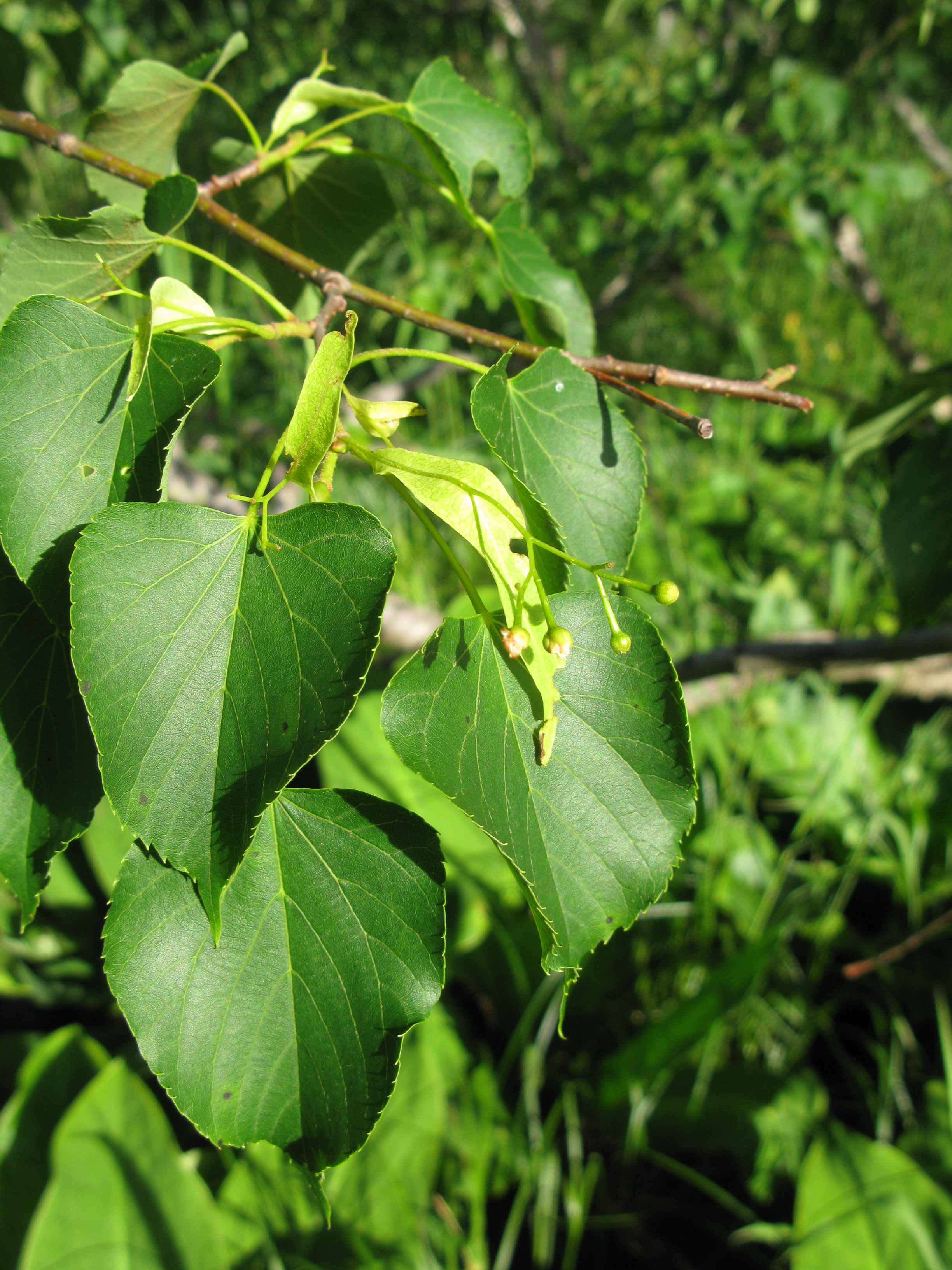
Japanische Linde (Tilia japonica)

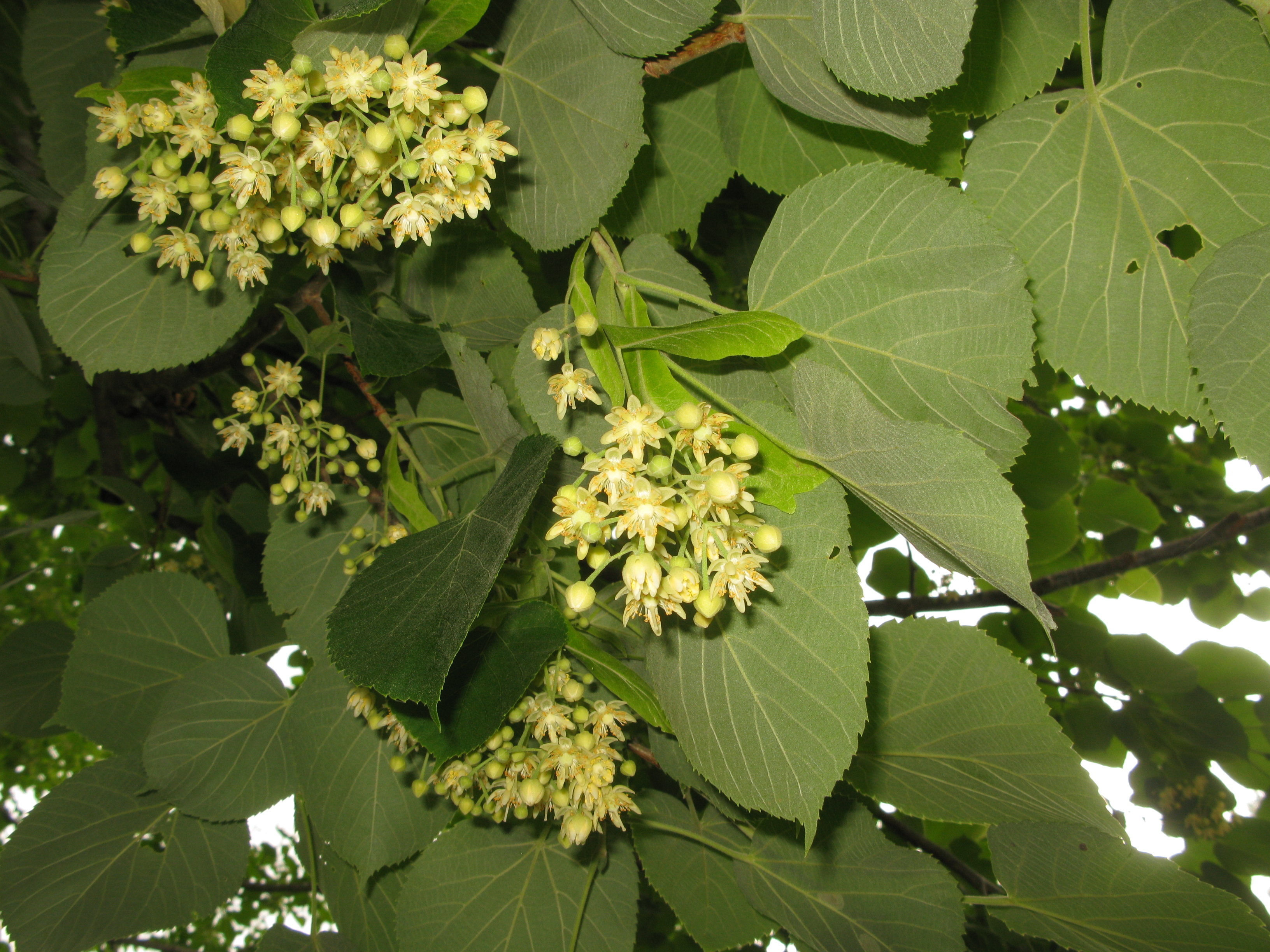
Tilia maximowicziana

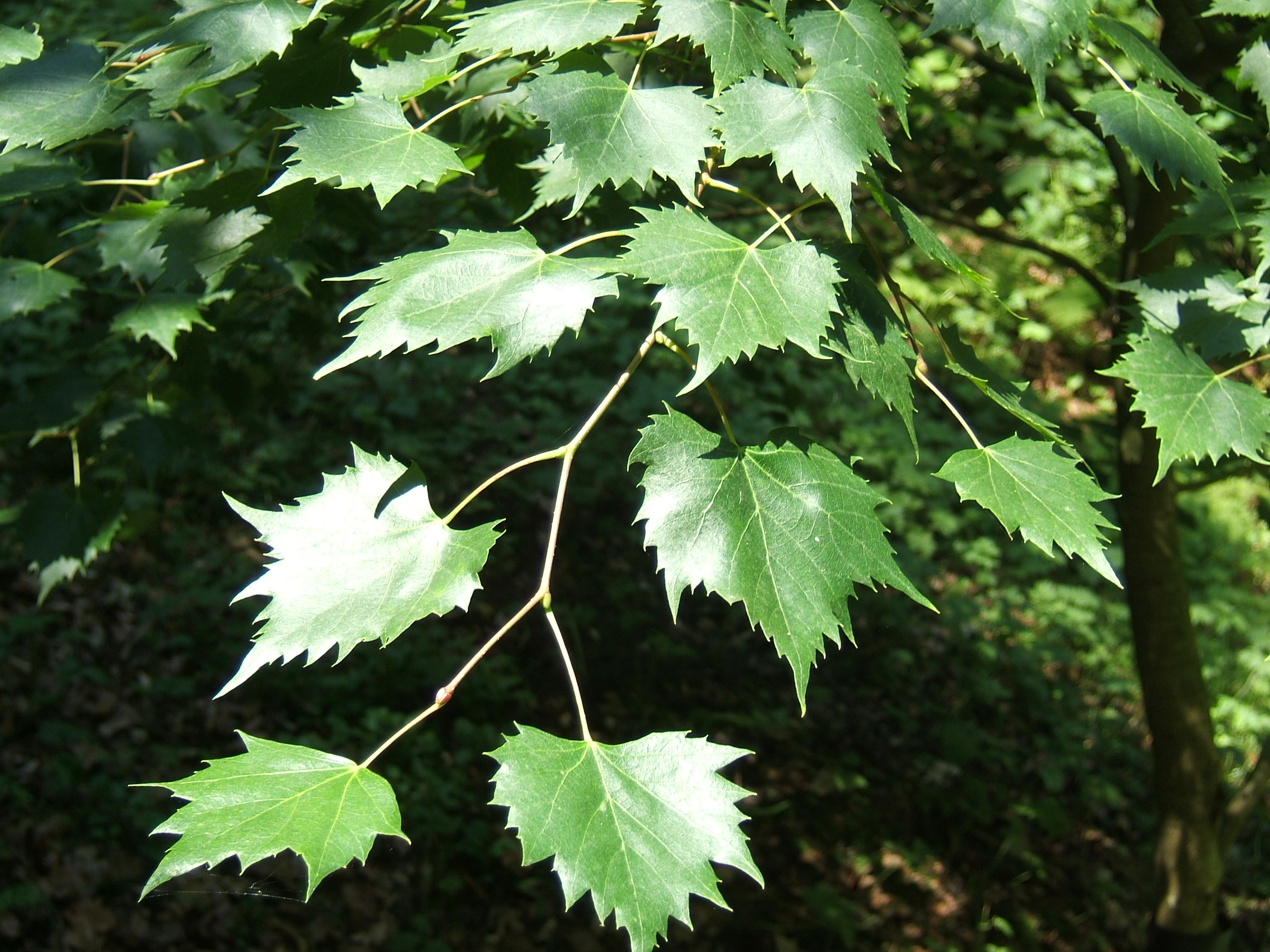
Mongolische Linde (Tilia mongolica)

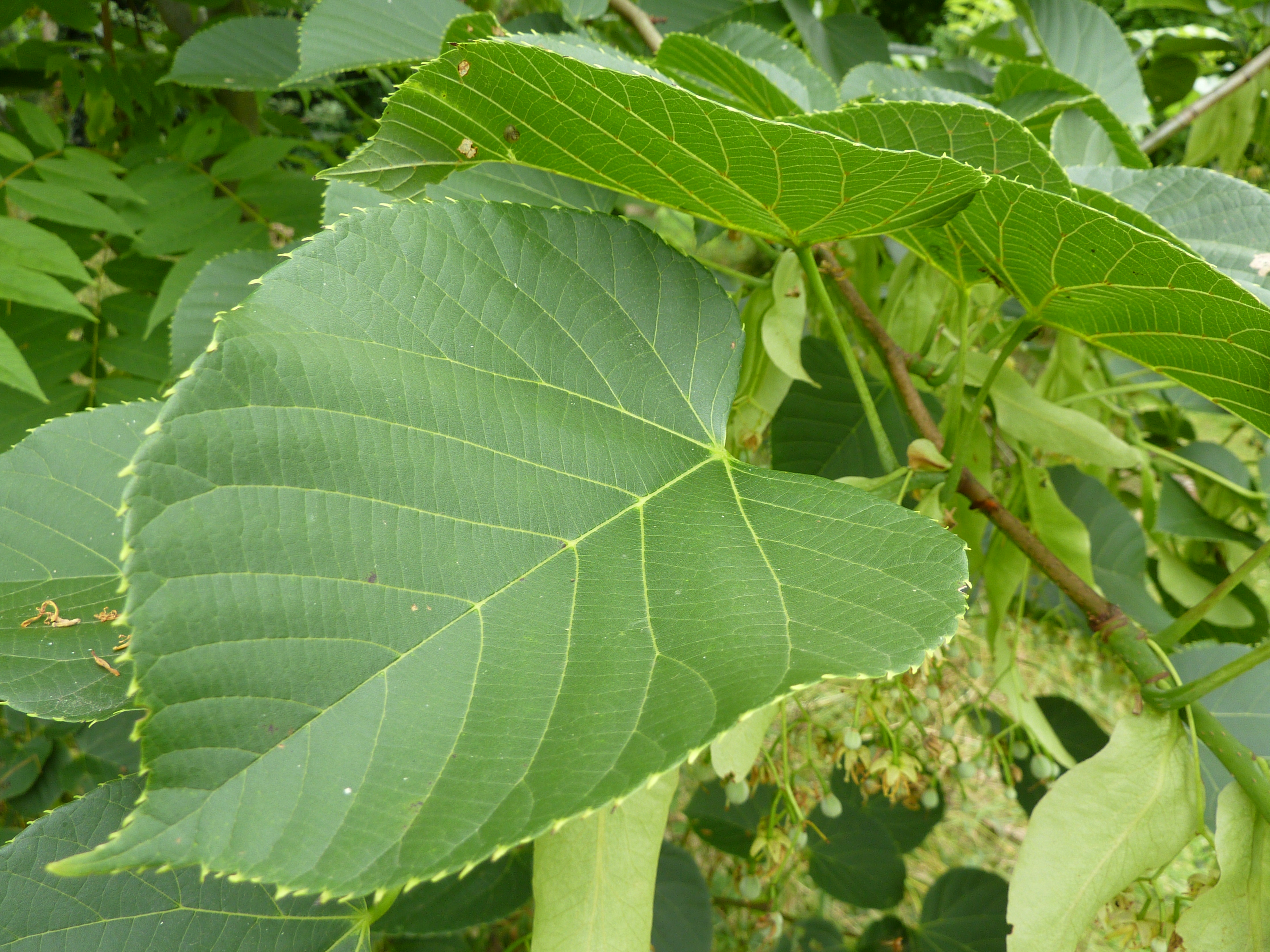
Tilia nobilis

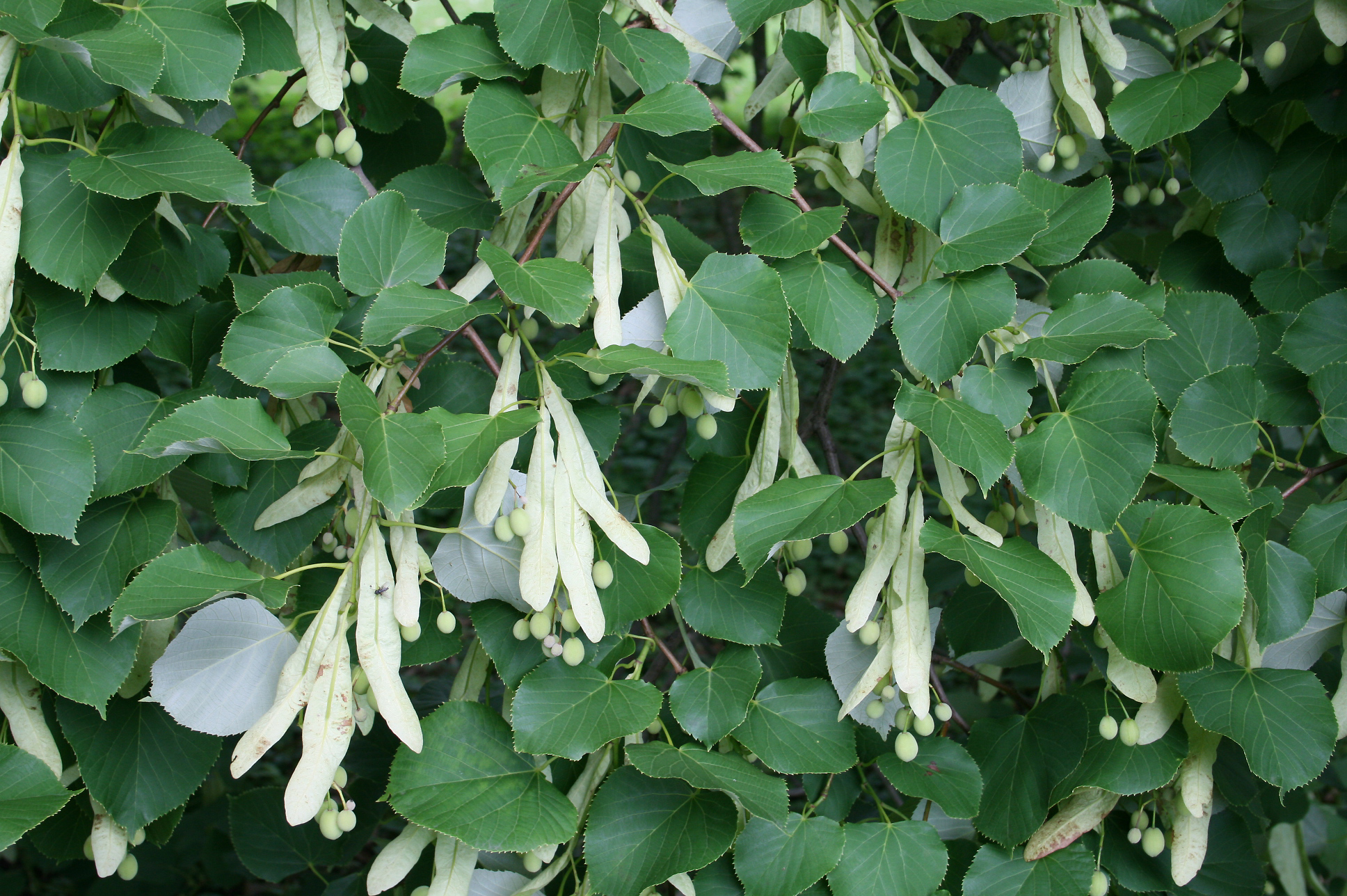
Olivers Linde (Tilia oliveri)

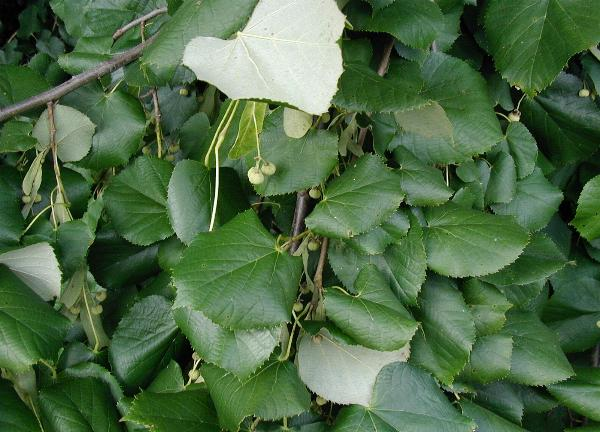
Silber-Linde (Tilia tomentosa)

Je nach Autor gibt es 20 bis 40 Arten (Auswahl):
- Amerikanische Linde: (Tilia americana L.): heimisch in den zentralen, südlichen und östlichen USA bis hinauf nach Ostkanada und südlich bis Mexiko;[4] in Mitteleuropa gelegentlich als Straßen- oder Parkbaum angepflanzt
- Tilia amurensis Rupr.: Sie kommt in Korea, Russland und in China vor.[5]
- Tilia begoniifolia Steven: Sie ist ein Endemit im Iran.[3]
- Tilia callidonta Hung T.Chang: Sie kommt im nordwestlichen Yunnan vor.[5]
- Tilia caroliniana Mill.: Sie kommt in den zentralen und in den südöstlichen Vereinigten Staaten vor; in Mitteleuropa wird sie gelegentlich als Straßen- oder Parkbaum angepflanzt.
- Chinesische Linde (Tilia chinensis Maxim.): Sie kommt in den chinesischen Provinzen Gansu, Henan, Hubei, Shaanxi, Sichuan, Xizang und Yunnan vor.[5]
- Tilia chingiana Hu & W.C.Cheng: Sie kommt in den chinesischen Provinzen Anhui, Jiangsu, Jiangxi und Zhejiang vor.[5]
- Winter-Linde[6] auch Stein-Linde (Tilia cordata Mill., Syn.: Tilia parvifolia Ehrh., Tilia ulmifolia Scop.): heimisch von Europa bis nach Westsibirien sowie Vorderasien
- Kaukasische Linde (auch Schwarzmeer-Linde) (Tilia dasystyla Steven)[3]: Sie kommt in drei Unterarten im Kaukasusraum, auf der Krim sowie im Iran vor.[4]
  - Tilia dasystyla subsp. caucasica (V.Engl.) Pigott: Krim, nördliche Türkei bis nördlicher Iran.[7]
  - Tilia dasystyla subsp. dasystyla
  - Tilia dasystyla subsp. multiflora (C.K.Schneid.) Pigott (Syn.: Tilia ledebourii Borbás)[7]
- Tilia endochrysea Hand.-Mazz.: Sie kommt in den chinesischen Provinzen Anhui, Fujian, Guangdong, Guangxi, Hunan, Jiangxi und Zhejiang vor.[5]
- Tilia henryana Szyszył.: Sie kommt in zwei Varietäten in den chinesischen Provinzen  Anhui, Henan, Hubei, Hunan, Jiangsu, Jiangxi, Shaanxi und Zhejiang vor.[5]
- Tilia heterophylla Vent.: heimisch in den nördlichen und östlichen Vereinigten Staaten.[4]
- Tilia insularis Nakai: endemisch in Korea[4]
- Japanische Linde (Tilia japonica Simonk. & Miq.): Sie kommt in Japan und in den chinesischen Provinzen Anhui, Jiangsu, Shandong und Zhejiang vor.[5]
- Tilia jiaodongensis S.B.Liang: Sie kommt in der chinesischen Provinz Shandong vor.[5]
- Tilia kiusiana Makino & Shiras.: Sie kommt in Japan vor.[4]
- Tilia kueichouensis Hu: Sie kommt in der Provinz Chongqing, im nördlichen Guizhou und vielleicht auch in Yunnan vor.[5]
- Tilia likiangensis Hung T.Chang: Sie kommt in Wäldern im nordwestlichen Yunnan in Höhenlagen um 2300 Metern vor.[5]
- Mandschurische Linde (Tilia mandshurica Rupr. & Maxim.): Sie kommt in vier Varietäten in Japan, Korea, in Sibirien und in China vor.[5]
- Tilia maximowicziana Shiras.: endemisch in Japan auf den Inseln Honshu und Hokkaido.[4]
- Tilia membranacea Hung T.Chang: Sie kommt in den Provinzen Hunan und Jiangxi vor.[5]
- Miquels Linde (Tilia miqueliana Maxim.): heimisch in Japan und China.[5]
- Mongolische Linde (Tilia mongolica Maxim.): Sie kommt in den chinesischen Provinzen Hebei, Henan, westliches Liaoning, Nei Mongol und Shanxi vor.[5]
- Tilia nobilis Rehder & E.H.Wilson: Sie kommt in Sichuan und Yunnan und vielleicht auch in Henan vor.[5]
- Olivers Linde (Tilia oliveri Szyszył.): Sie kommt in zwei Varietäten in den Provinzen Gansu, Hubei, Hunan, Shaanxi und Sichuan vor.[5]
- Tilia paucicostata Maxim.: Sie kommt in drei Varietäten den Provinzen Gansu, Hebei, Henan, Hubei, Hunan, Shaanxi, Sichuan und Yunnan in Höhenlagen zwischen 1300 und 2400 Metern vor.[5]
- Hänge-Silberlinde (Tilia petiolaris DC. Syn.: Tilia tomentosa ‚Petiolaris‘)
- Sommer-Linde (Tilia platyphyllos Scop.)[6]: heimisch in Mittel- und Südeuropa, teilweise bis in den Kaukasus und nach Kleinasien.
- Tilia rubra DC.: Sie kommt in Ungarn, Bulgarin und Griechenland vor.[3][7]
- Tilia sabetii Zare: Sie wurde 2012 aus dem Iran erstbeschrieben. Dieser Endemit gedeiht nur in der zentralen Elburz Region, südliche von Chaloos in Höhenlagen von 900  bis 1500 Metern.[3]
- Tilia stellato-pilosa Zare, Amini & Assadi: Sie wurde 2012 aus dem Iran erstbeschrieben. Dieser Endemit gedeiht nur in der Region Dodangeh 70 bis 80 km südlich von Sari nur in Höhenlagen oberhalb von 1500 Metern, besonders 1750 bis 1850 Metern.[3]
- Tilia taishanensis S.B.Liang: Sie kommt nur in der chinesischen Provinz Shandong vor.[5]
- Tilia taquetii C.K.Schneid.: Sie kommt in Korea und in China vor.[4]
- Silber-Linde (Tilia tomentosa Moench)[6]: Sie ist von Südosteuropa über die Türkei bis nach Syrien verbreitet.
- Tilia tuan Szyszył.: Sie kommt in drei Varietäten in den chinesischen Provinzen  Guangxi, Guizhou, Hubei, Hunan, Jiangsu, Jiangxi, Sichuan, Yunnan und Zhejiang in Höhenlagen zwischen 1200 und 2400 Metern vor.[5]

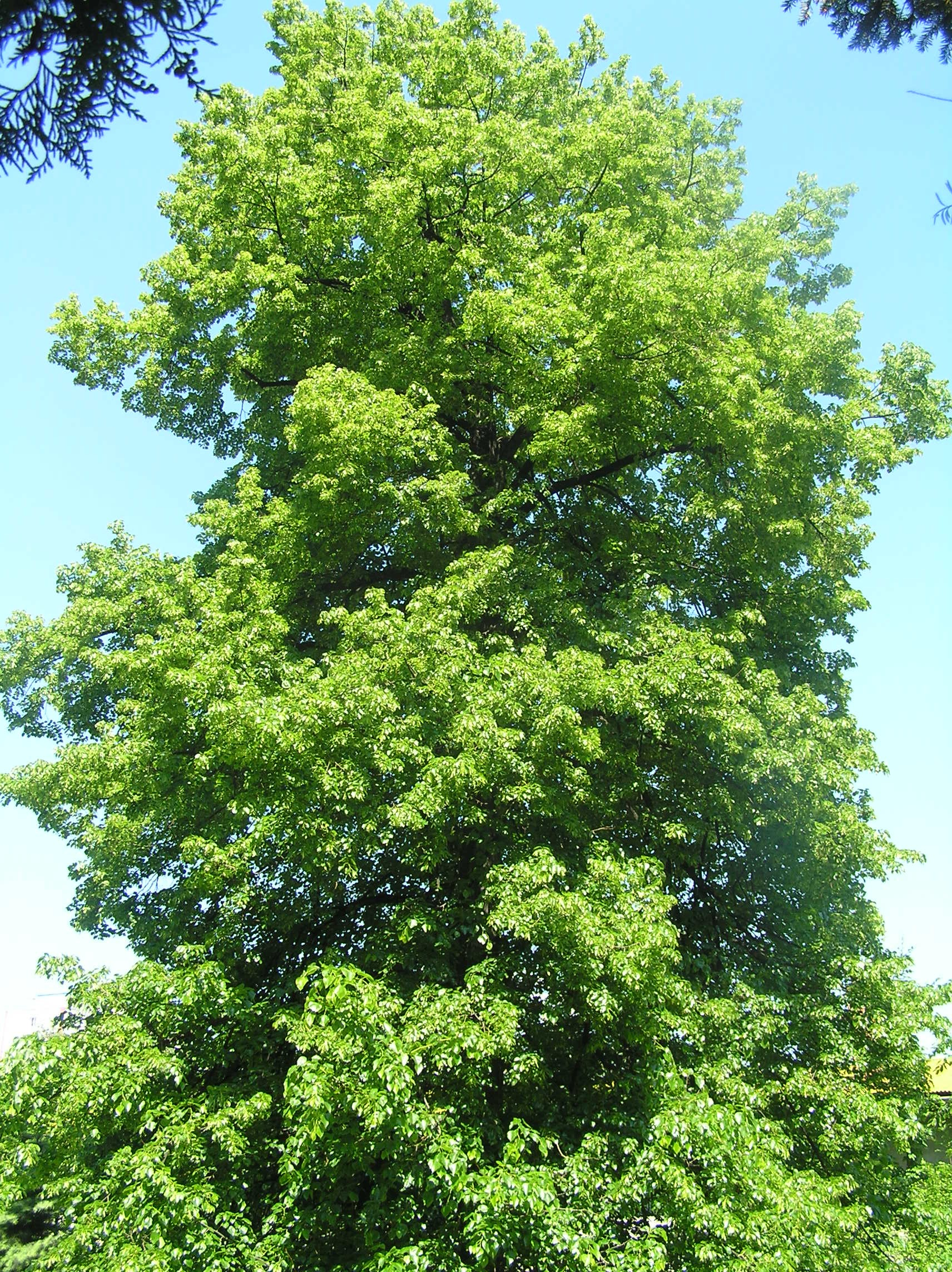
Krim-Linde (Tilia ×euchlora)

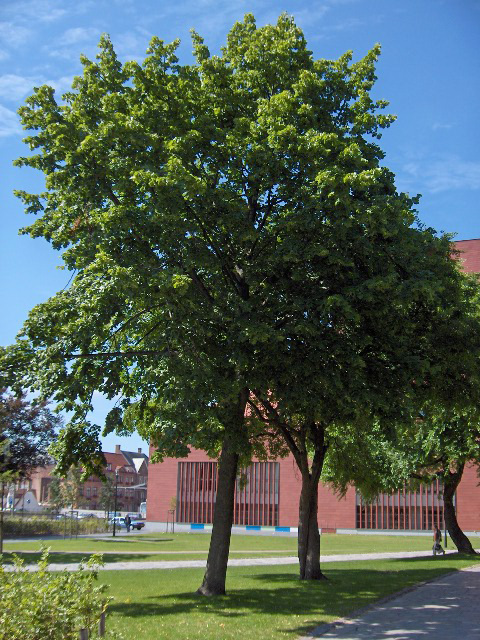
Holländische Linde (Tilia ×europaea)

Es gibt einige natürliche oder durch Züchtung entstandene Hybriden:
- Krim-Linde (Tilia ×euchlora K.Koch = Tilia cordata × Tilia dasystyla); etwa 1860 entstandene Hybride – Sie ist nur aus Kultur bekannt.[4]
- Holländische Linde (Tilia ×europaea L., Syn.: Tilia ×intermedia Hayne, Tilia ×vulgaris Hayne = Naturhybride aus Tilia cordata (?) × Tilia platyphyllos)
- Kaiserlinde (Tilia ×europaea var. pallida Rehder) – Gezüchtete Hybride
- Moltke-Linde (Tilia ×moltkei Späth) = Tilia americana × Tilia petiolaris – um 1880 in Berlin entstandene Hybride

### Mitteleuropa
In den Wäldern Mitteleuropas sind mit der Sommer- und der Winterlinde sowie (am südöstlichen Rand Mitteleuropas) der Silberlinde nur wenige Lindenarten heimisch. Trotzdem spielen diese Baumarten eine nicht ganz unwesentliche Rolle sowohl im hiesigen Brauchtum wie auch in der Forstwirtschaft.

## Nutzung

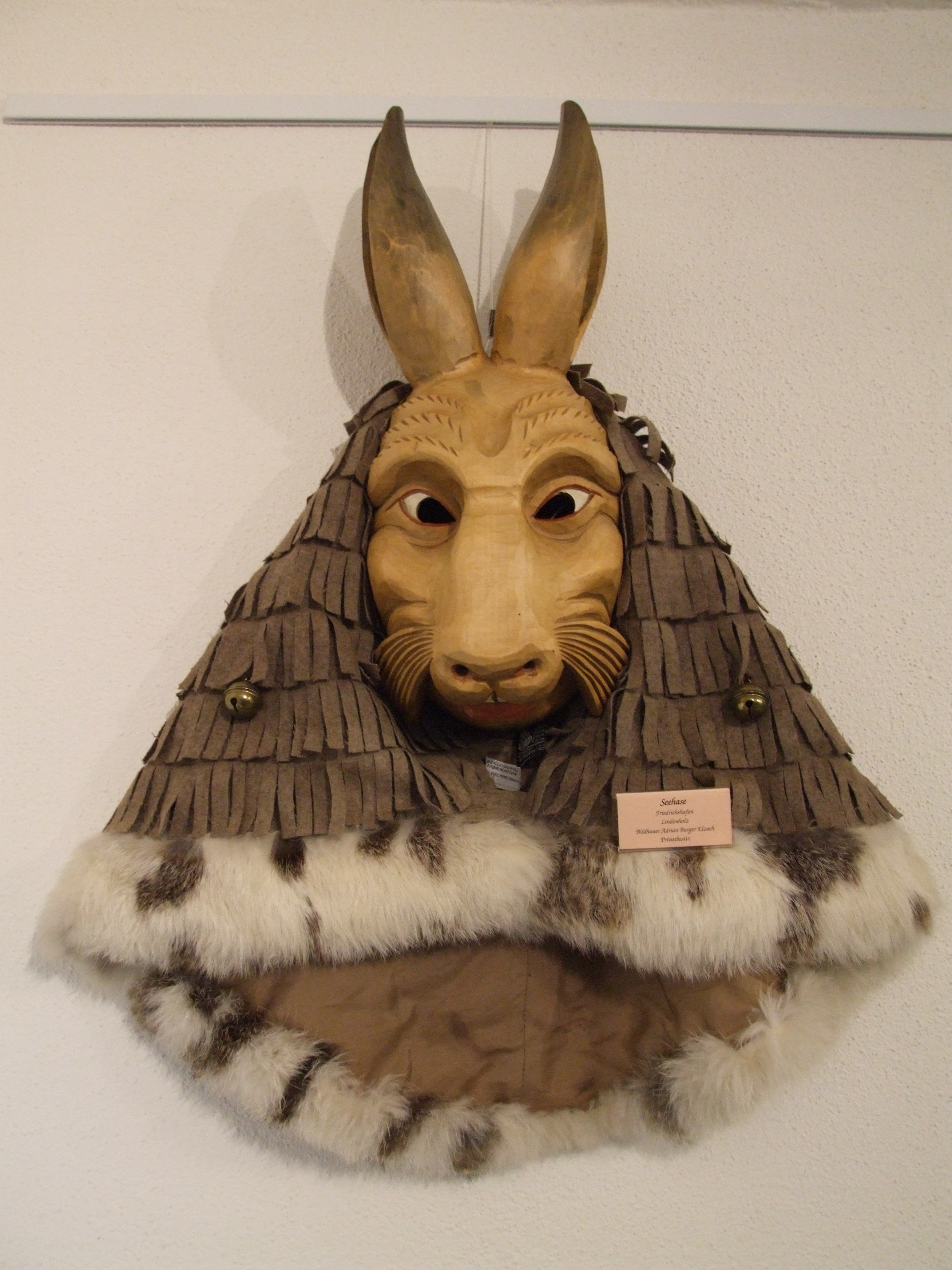
Traditionelle Maske geschnitzt aus Lindenholz: der Seehase aus Friedrichshafen

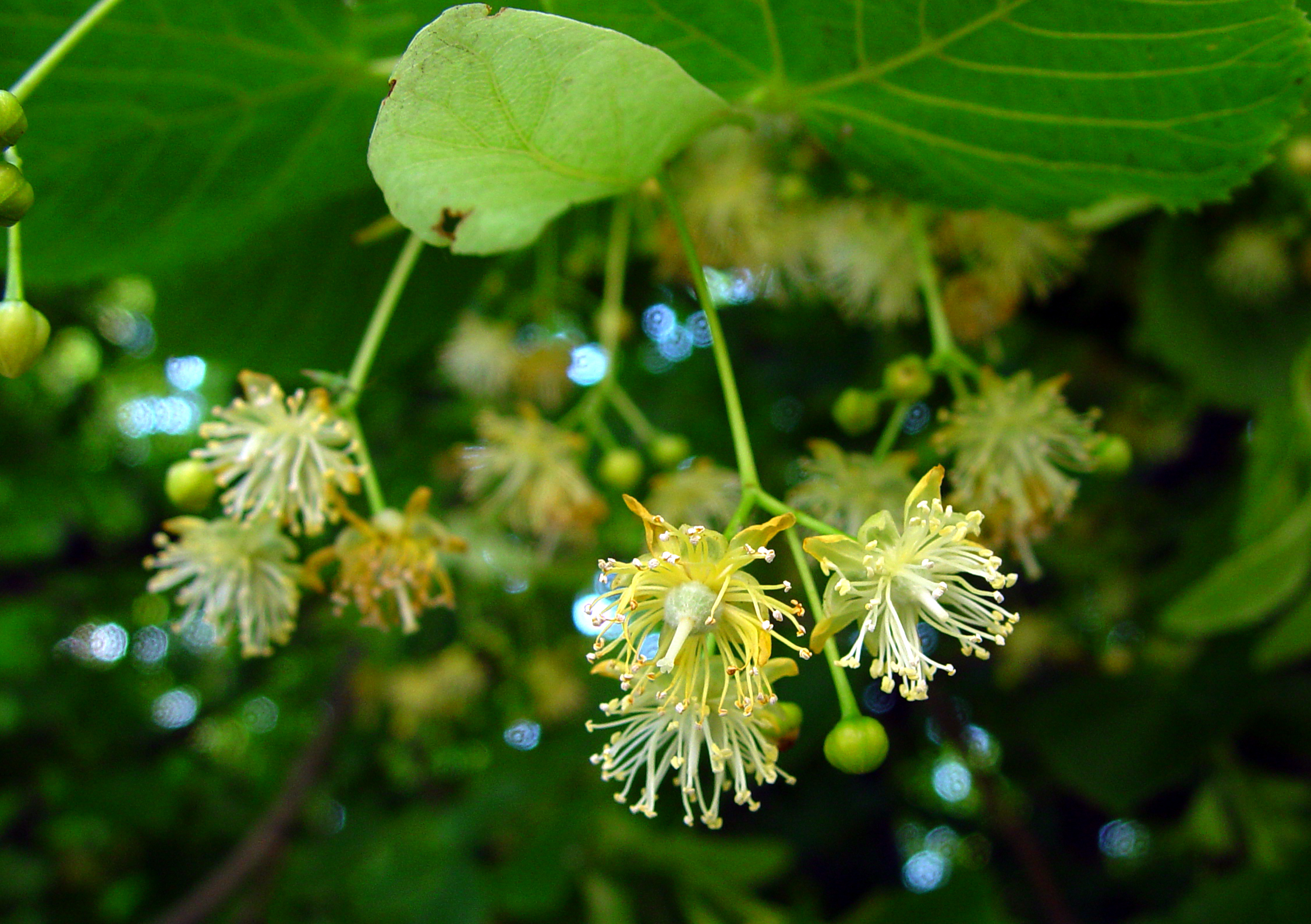
Lindenblüten

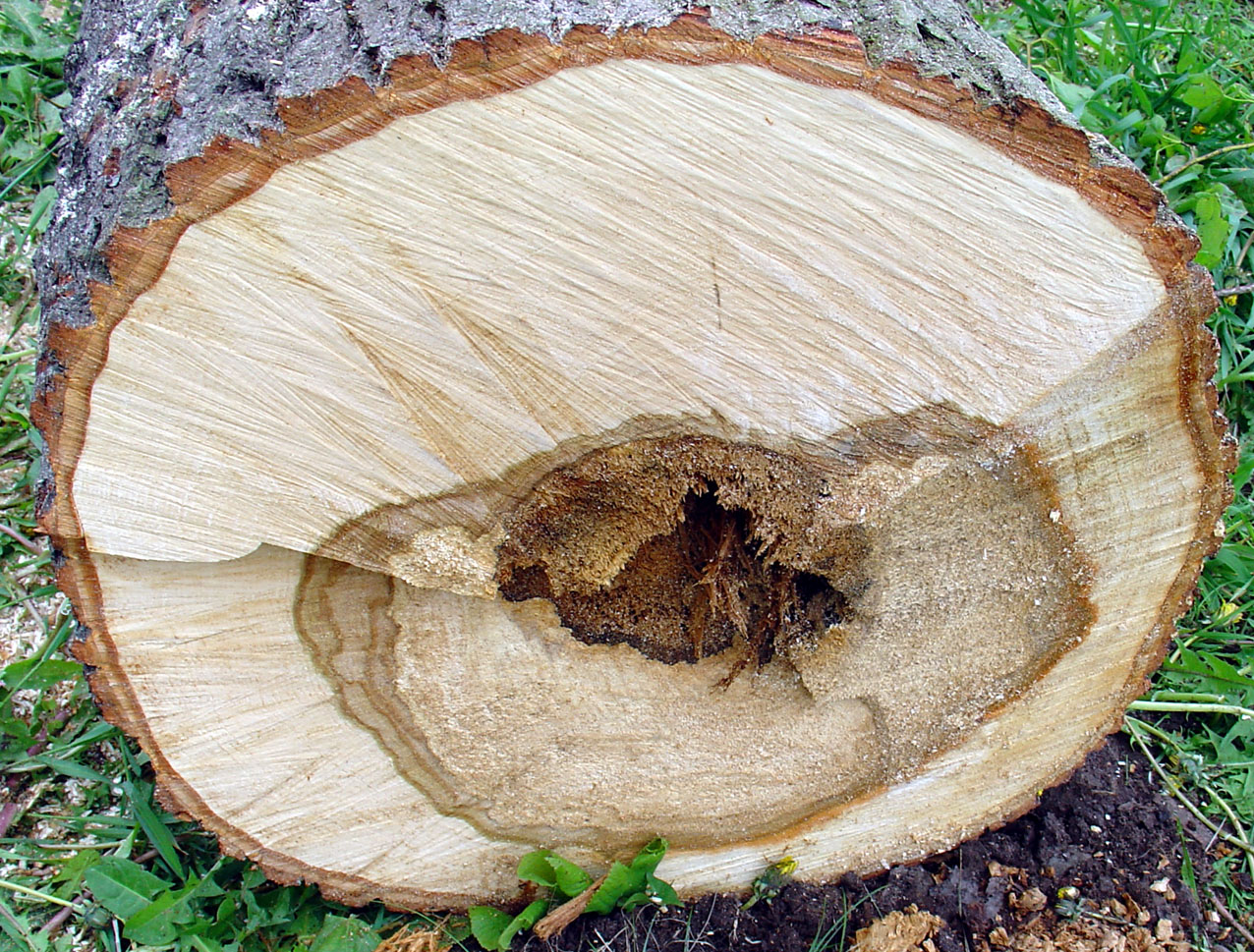
Querschnitt durch den Stamm einer Linde mit krankem Kern

### Holznutzung
Unter den Linden werden vor allem die Winterlinde (Tilia cordata), die Sommerlinde (Tilia platyphyllos) und die Holländische Linde (Tilia ×europaea), eine Kreuzung der ersten beiden, als Holzquelle verwendet. Die Linden zählen zu den Reifholzbäumen und haben ein helles Kernholz, das sich farblich nicht vom Splintholz unterscheidet. Das Holz ist hellfarbig, weißlich bis gelblich und hat häufig einen rötlichen oder bräunlichen Einschlag und zeigt einen matten Glanz. Seltener ist es grünlich gestreift oder gefleckt.
Lindenholz wird vor allem in der Bildhauerei, zum Schnitzen und für Drechselarbeiten verwendet. Verbreitet war zum Beispiel der Einsatz von Lindenholz in der deutschen Bildhauerei vor allem der Spätgotik, so unter anderem durch Tilman Riemenschneider oder Veit Stoß. Aber auch in wesentlich späterer Zeit wurde Lindenholz von Bildhauern als Material bevorzugt, etwa seitens Ludwig Schwanthalers. Da Heiligenstatuen häufig aus Lindenholz gefertigt wurden, galt es als lignum sacrum (lateinisch für heiliges Holz). Heute wird für Schnitzarbeiten jedoch häufiger das leichter beschaffbare Holz der Weymouths-Kiefer (Pinus strobus) eingesetzt. In Deutschland wird der jährliche Verbrauch an Lindenholz für Schnitzarbeiten auf 3000 bis 5000 m³ geschätzt.
Des Weiteren wird Lindenholz als Blindholz und Absperrfurnier in der Möbelherstellung eingesetzt, es eignet sich auch zur Imitation von Nussbaumholz. Frontpartien von Kuckucksuhren, Reiß- und Zeichenbretter, Hutformen und Holzköpfe als Modelle für Perückenknüpfer werden häufig aus Lindenholz gefertigt. Es dient zur Herstellung von Gießereimodellen, Spielwaren, Küchengeräten und Holzpantoffeln. Lindenholz wird auch zur Fertigung von Fässern und Behältern für trockene und geruchsempfindliche Waren verwendet, zur Fertigung billiger Bleistiftsorten und von Zündhölzern. Im Musikinstrumentenbau wird es zur Herstellung von Harfen, als Tastatur von Klavieren, als Korpus für Gitarren und als Zungenpfeifen von Orgeln verwendet. Aus Lindenholz wird auch Zeichen- und Filterkohle hergestellt, früher wurde Kohle aus Lindenholz auch zur Erzeugung von Schwarzpulver und als Zahnpflegemittel verwendet.

### Weitere Verwendung
Von Imkern wird die Linde während der Blüte als Bienenweide besonders geschätzt, da die Bienen aus dem Nektar der Linde beachtliche Mengen an Lindenblütenhonig produzieren können. Lindenblütenhonig hat das typische Lindenaroma, ist von hellgelber bis grünlichgelber Farbe, frisch flüssig und kristallisiert im Laufe der Zeit flockig bzw. körnig aus. Getrocknete Lindenblüten ergeben einen Heiltee, der beruhigend auf die Nerven wirkt. Bei Erkältungen hilft er durch seine schweißtreibende und den Hustenreiz lindernde Wirkung.
Vor der Einführung von Leinen und Hanf (also vermutlich bis zur Spätantike) verwendete man in Mitteleuropa die Fasern des weichen Lindenholzes – den Bast – zur Herstellung von Seilen, Matten, Taschen und Kleidung. Der Lindenbast wurde im Mai von jungen Linden (auch Baest genannt) gewonnen, indem man die Rinde abschälte, die weiche Innenseite abtrennte und ins Wasser legte, bis sich der Bast ablöste, der dann in der Sonne getrocknet wurde.

## Kulturgeschichte

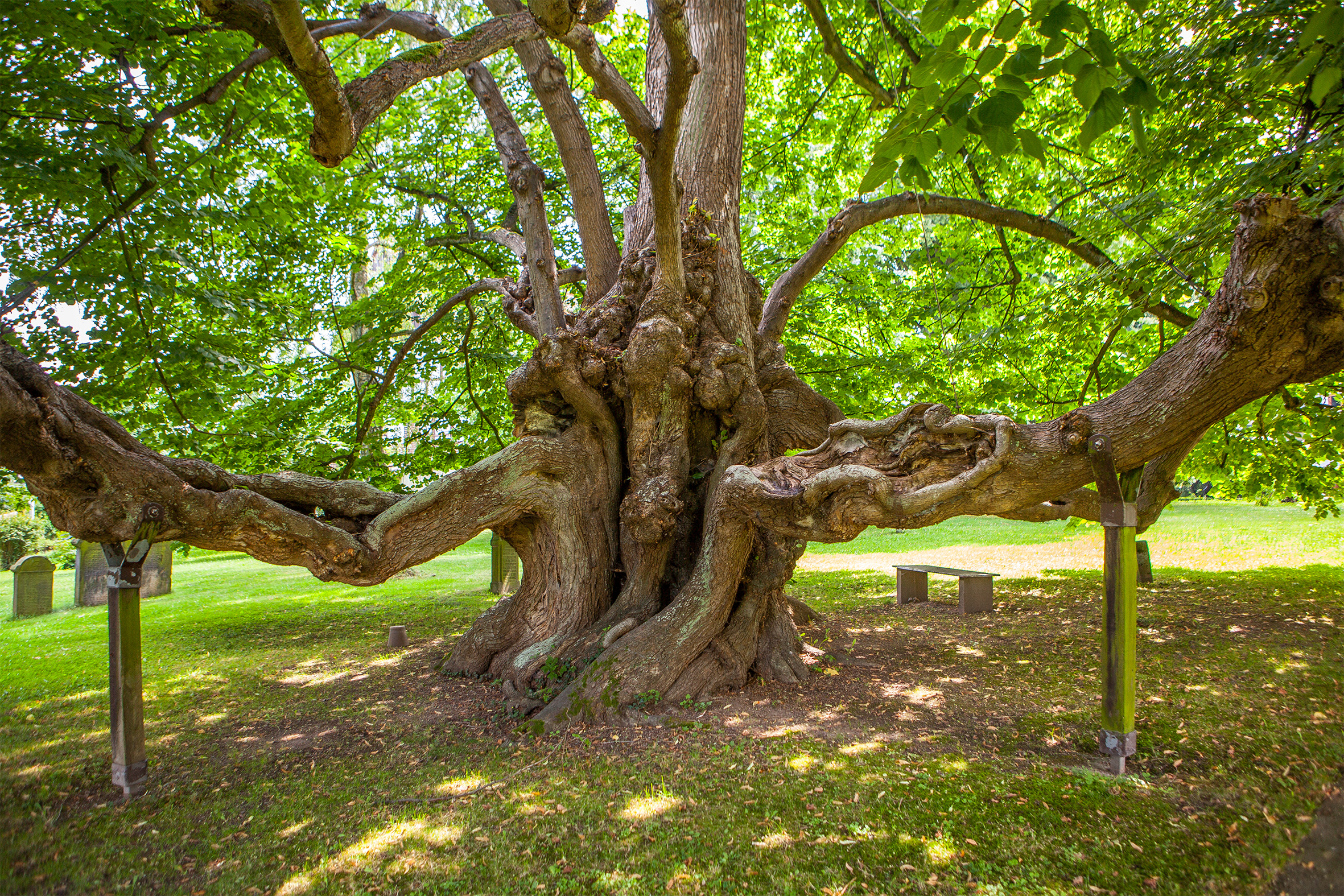
1000-jährige Linde in Reelkirchen (Nordrhein-Westfalen)

Bei den Germanen und den Slawen galt die Linde als heiliger Baum. Ob die Germanen die Linde tatsächlich der Göttin Freya zugeschrieben haben, wie oft behauptet wird, ist nicht eindeutig belegt. Anders als die Stieleiche galt sie als weibliches Wesen.
Viele Orte in Mitteleuropa hatten früher ihre Dorflinde, die das Zentrum des Ortes bildete und Treffpunkt für den Nachrichtenaustausch und die Brautschau war. Anfang Mai wurden meist Tanzfeste unter diesem Baum – zum Teil auch auf sogenannten Tanzlinden – gefeiert. Außerdem wurde hier auch meist das Dorfgericht abgehalten, eine Tradition, die auf die germanische Gerichtsversammlung, das Thing, zurückgeht. Die Linde ist deshalb auch als Gerichtsbaum oder Gerichtslinde bekannt.
Nach Kriegen (oder Pestepidemien) gab es den Brauch, sogenannte Friedens- oder Kaiserlinden zu pflanzen. Die meisten erhaltenen Exemplare erinnern an den Deutsch-Französischen Krieg von 1870/71, einige aber auch noch an den Westfälischen Frieden, wie etwa die Friedenslinde am Dreierhäuschen im thüringischen Ponitz, oder an lokale kriegerische Ereignisse wie die Zerstörung Ratzeburgs.
Etwa 850 Orte oder Ortsteile in Deutschland tragen Namen, die auf den Lindenbaum zurückzuführen sind. Der Name der Stadt Leipzig beispielsweise leitet sich vom sorbischen Wort Lipsk ab und bedeutet Linden-Ort.
Oft ist dies im jeweiligen Wappen erkennbar.
Das baden-württembergische Neuenstadt am Kocher hieß früher Neuenstadt an der Linde. Es gab dort eine uralte Sommerlinde am Stadttor. Ihre niedrigen Seitenäste wurden jahrhundertelang durch 100 Säulen, die meisten aus Stein, gestützt. Die älteste Erwähnung stammt aus dem Jahr 1448. Sie hatte 1865 einen Umfang von 985 Zentimetern. Ihre letzten Reste wurden 1945 zusammen mit der Stadt zerstört.
Der Lindenbaum und besonders sein Blatt ist das Symbol des sorbischen Volkes. Auch in Tschechien gilt die Linde (tschechisch lípa) als nationaler Symbolbaum, zahlreiche Ortsbezeichnungen leiten sich von ihr ab (z. B. Česká Lípa (Böhmisch Leipa), Lipno-Stausee, Lipnice, Lipník, Lípová). In Kroatien war die lipa ‚Linde‘ als Untereinheit der Kuna Teil der gesetzlichen Währung.
Lindenblättertee (Ihlamur Çayı) ist ein sehr beliebter Kräutertee in der Türkei und in der türkischen Kultur üblich gegen Beschwerden aller Art.
Auch in einem lateinischen Zungenbrecher (Filia sub tilia nectit subtilia fila) 'verknüpft die Tochter unter der Linde feine Fäden‘.
Ein literarisches Denkmal hat dem Baum Wilhelm Müller in seinem Gedicht Der Lindenbaum gesetzt. Die Vertonung des Gedichts durch Franz Schubert wurde in einer musikalischen Bearbeitung von Friedrich Silcher zum Volkslied Am Brunnen vor dem Tore.
Im Lied Dragostea din tei der moldawischen Pop-Gruppe O-Zone wird von der Liebe in der Linde gesungen.
Seit 2014 zeigt das Lindenbaum-Museum in Neudrossenfeld anhand von Modellen über 40 Beispiele von geleiteten Lindenbäumen in Europa, davon viele Tanzlinden.

## Bekannte Einzelexemplare der Gattung Linden

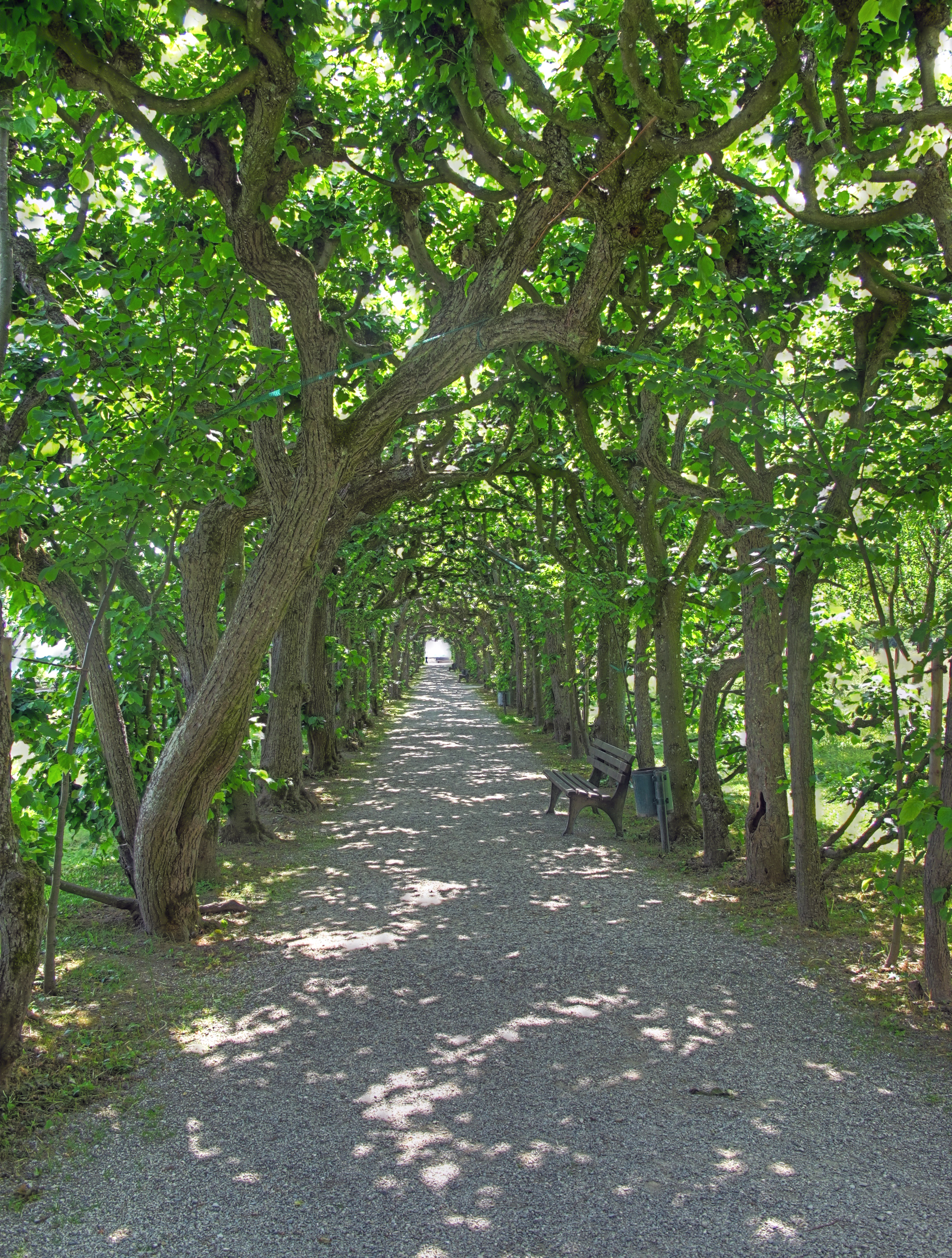
Lindenallee im Schloss Dachau

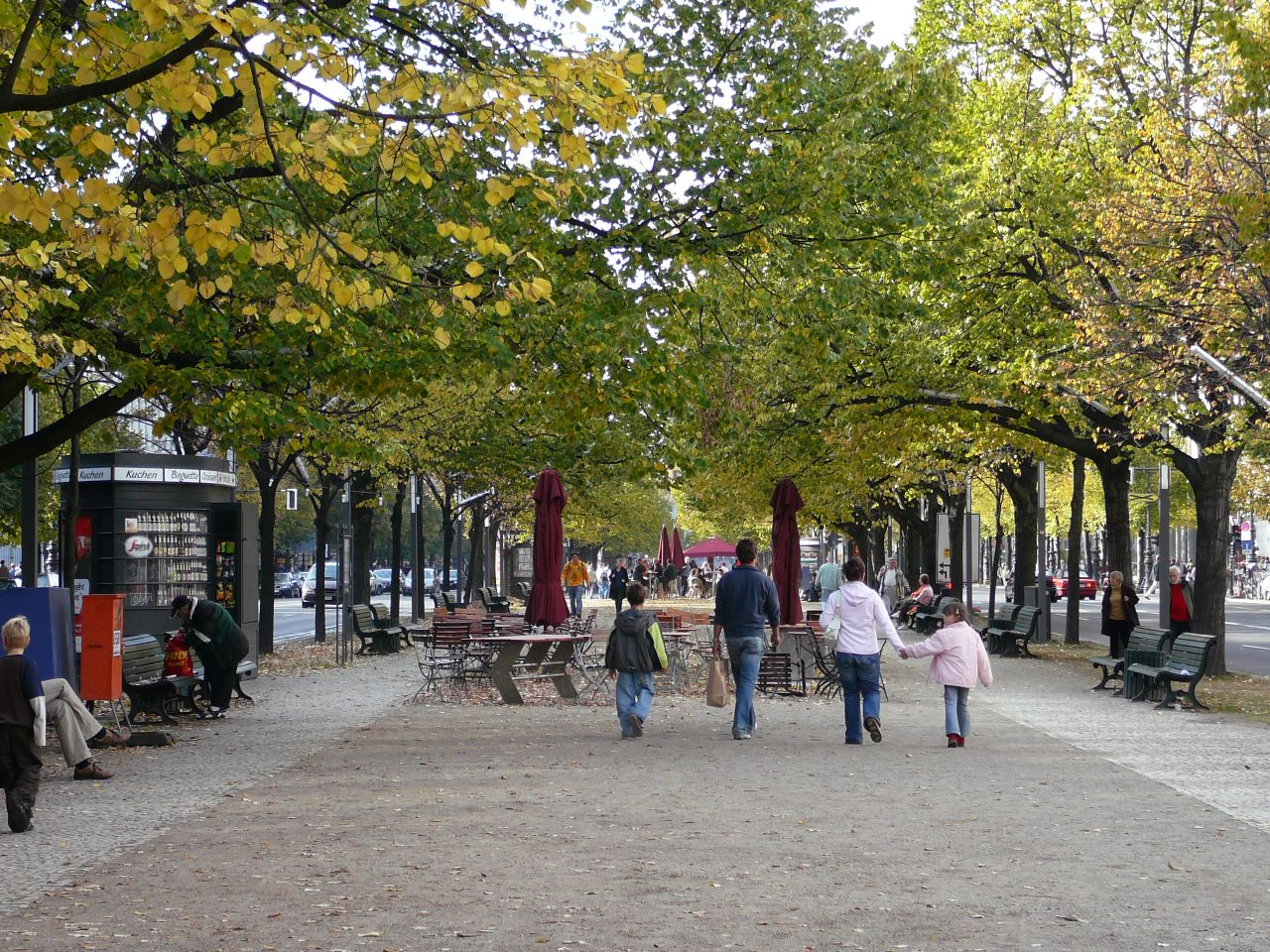
Lindengesäumter Mittelstreifen auf der Berliner Straße „Unter den Linden“

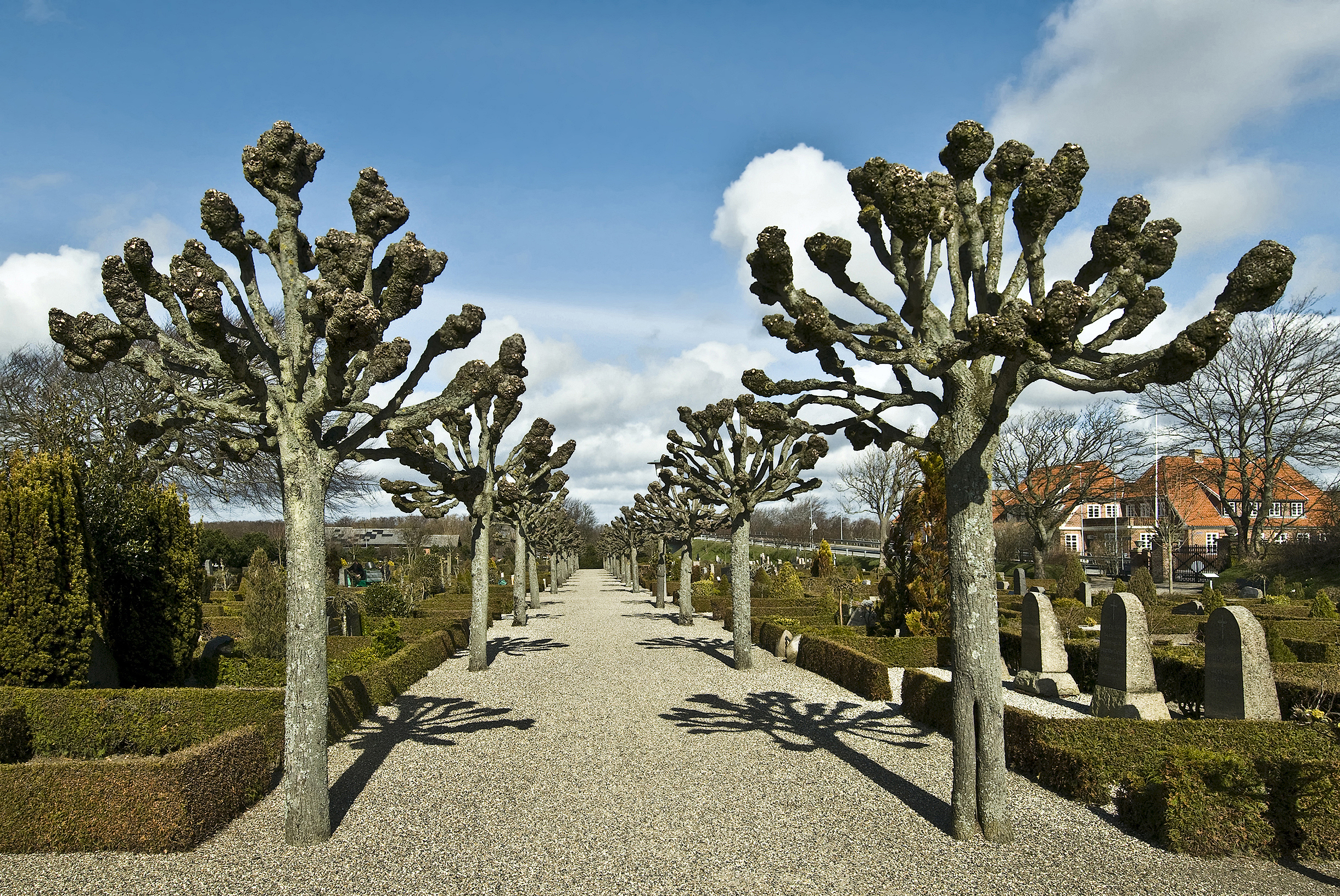
Lindenallee auf dem Friedhof von Ringkøbing in Jütland, Dänemark

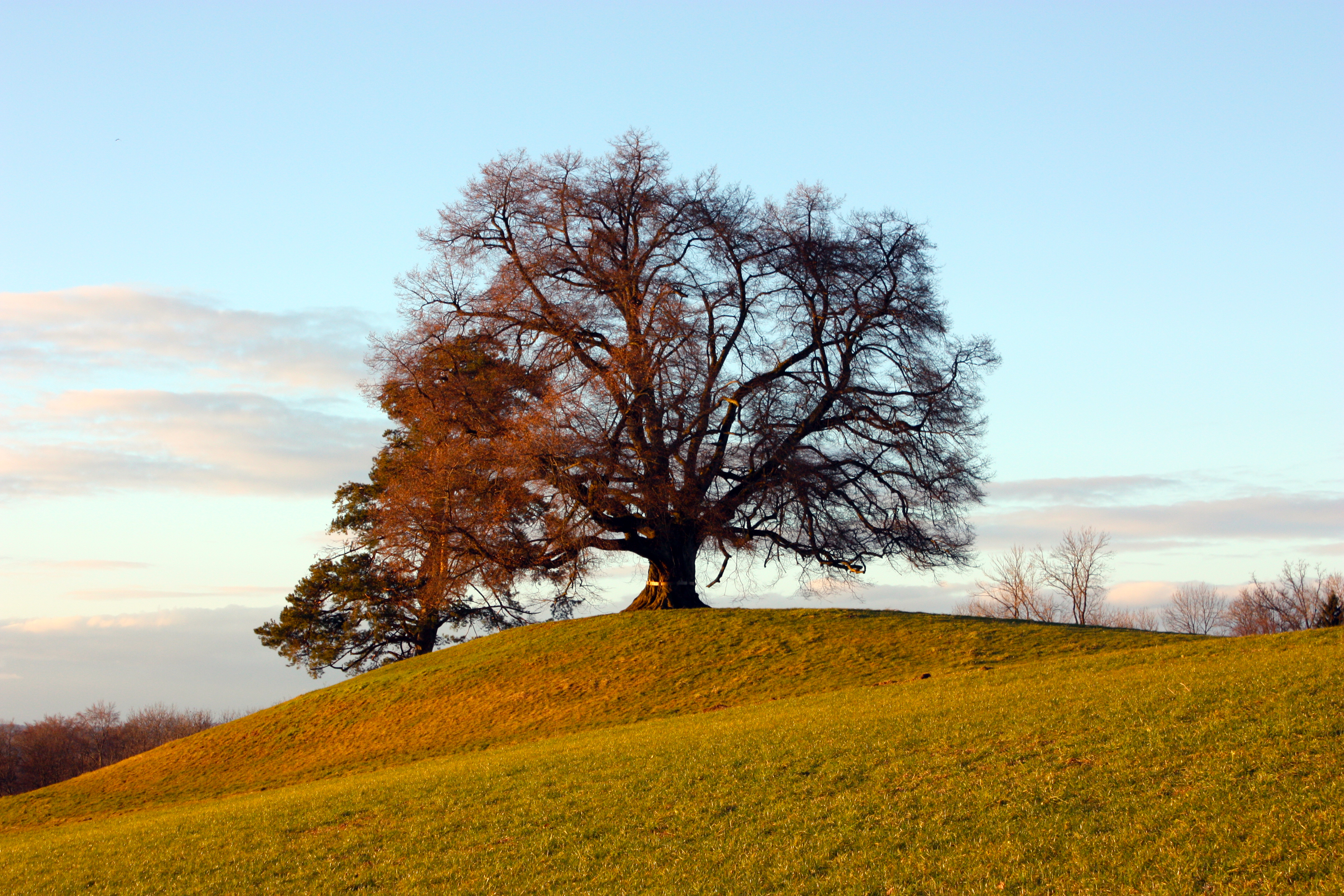
Zundelbacher Linde bei Weingarten in Oberschwaben

Markante Baumexemplare in Mitteleuropa sind meist Winter- oder Sommerlinden.

### Winterlinden
Bekannte Einzelbäume/Alleen der Winter-Linde (Tilia cordata) sind:
- Ganghofer-Allee in Welden
- Forster Linde im Aachener Stadtteil Forst
- Dicke Linde im Bockenemer Ortsteil Upstedt

Der größte geschlossene Lindenwald Europas ist der Colbitzer Lindenwald in Sachsen-Anhalt; der Lindenbestand besteht aus Winterlinden.

### Sommerlinden
Bekannte Exemplare/Alleen der Sommerlinde (Tilia platyphyllos) sind:
- Gerichtslinde in Collm
- Hindenburglinde in Ramsau bei Berchtesgaden
- Kaditzer Linde in Dresden-Kaditz
- Kaiser-Lothar-Linde in Königslutter
- Kunigundenlinde bei Kasberg (Nähe Gräfenberg)
- Die Linner Linde bei Linn (Schweiz) ist mit 25 Meter Höhe und 11 Meter Stammumfang einer der größten Bäume der Schweiz. Sie wurde vor rund 500 bis 600 Jahren zum Gedenken an die Opfer der Pestepidemien gepflanzt; das genaue Datum ist nicht überliefert.
- Polchower Linde, stärkster Baum Mecklenburg-Vorpommerns
- Riesenlinde zu Heede, Emsland
- Röth-Linde in München
- Tanzlinde in Effeltrich
- Tassilolinde beim Kloster Wessobrunn, Bayern
- Linde in Schenklengsfeld (wahrscheinlich ältester Baum Deutschlands)
- Schluttenbacher Linde
- Schmorsdorfer Linde in Schmorsdorf bei Maxen, Gemeinde Müglitztal, Sachsen
- Wolframslinde in Ried

### Weitere Arten
Die 1991 im thüringischen Städtchen Niederdorla – dem neuen topographischen Mittelpunkt Gesamtdeutschlands – gepflanzte Linde ist eine Kaiserlinde, also die Zuchtform 'Pallida' der Holländischen Linde (Tilia ×europaea).

### Markante Einzelbäume ohne Zuordnung zu einer Art
Bekannte Einzelbäume sind oder waren:
- Annalinde, Baden-Württemberg
- Alte Linde (Eschelbronn), Baden-Württemberg
- Alte Linde (Schwabach), Bayern
- Alte Ziegel-Linde, Gönningen, Baden-Württemberg
- Bittschriftenlinde, Potsdam
- Hohle Linde in Obermarbach, Bayern
- Hochmössinger Dorflinde in Oberndorf am Neckar, Baden-Württemberg
- Katharinenlinde, Esslingen am Neckar, Baden-Württemberg
- Obere Linde an der Oberen Talwiese, Hildrizhausen, Baden-Württemberg
- Linde am Gerichtsplatz von Vollmarshausen, Lohfelden, Hessen. Mittelalterlicher Gerichtsort
- „1000-jährige“ Linde, Reinborn, Hessen, vermutlich die Gerichtslinde
- Reinberger Linde in Reinberg, Mecklenburg-Vorpommern
- Sinziger Linde, Rheinland-Pfalz
- tausendjährige Linde in Elbrinxen, Stadt Lügde, Nordrhein-Westfalen
- tausendjährige Linde in Schenklengsfeld, Hessen
- tausendjährige Linde in Grottenthal bei Neukirchen-Balbini, Bayern
- Türkenlinde (Markt Piesting), Niederösterreich
- Türkenlinde von Ottendorf, ein Lindenpaar im Ortsteil Ottendorf
- Zundelbacher Linde bei Weingarten, Baden-Württemberg

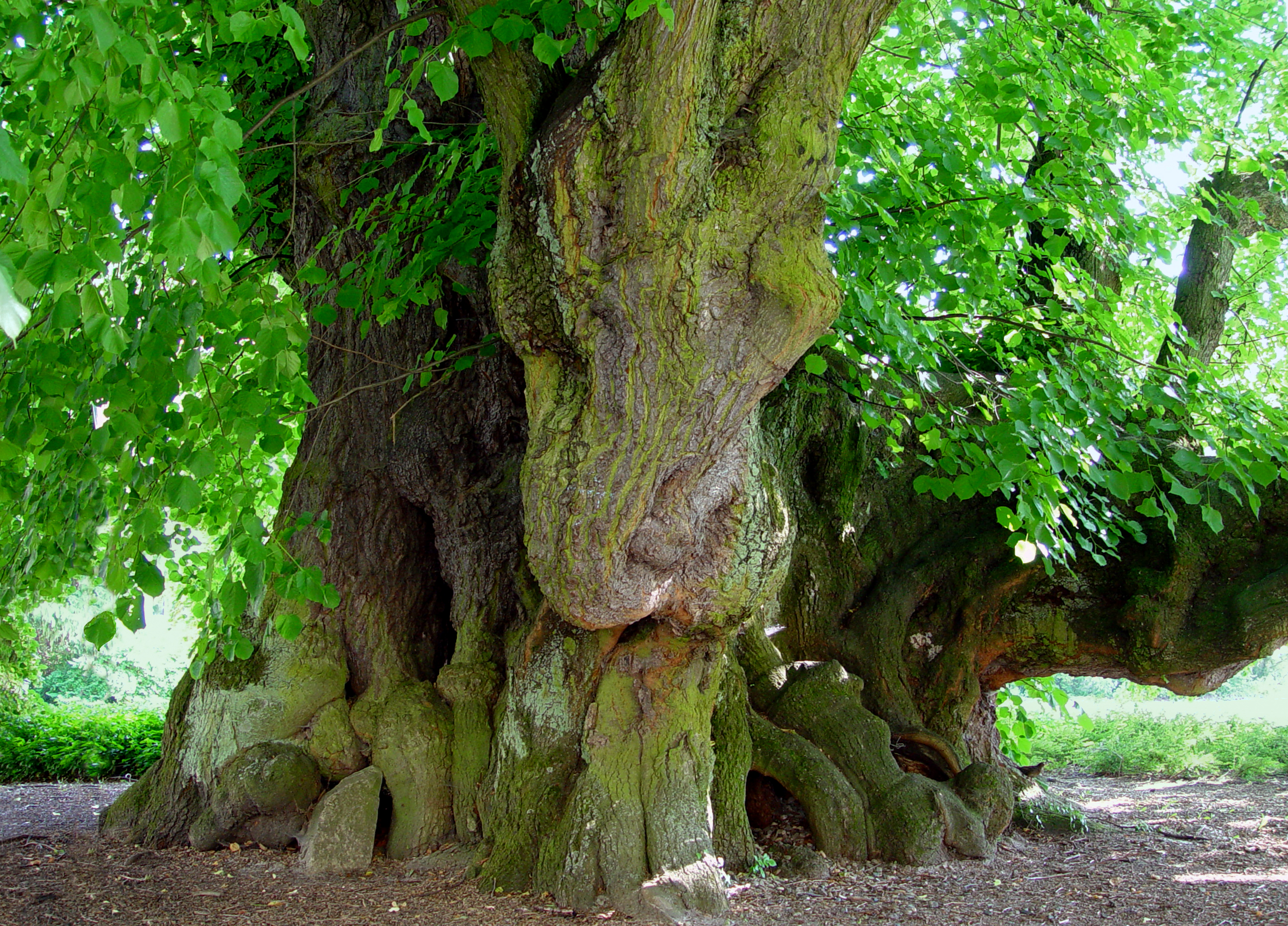
Kaiser-Lothar-Linde in Königslutter
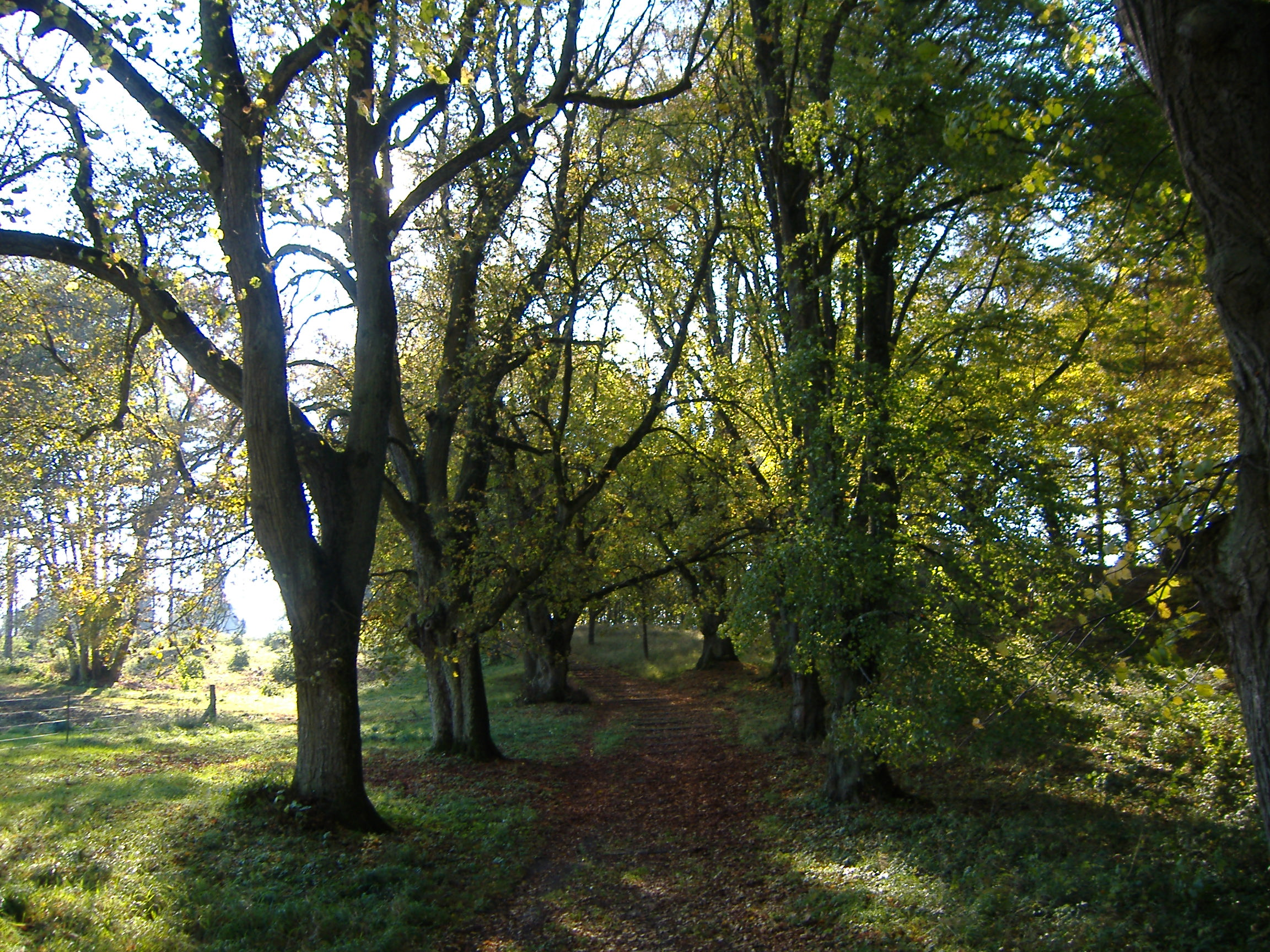
Über 300 Jahre alte Linden säumen den Aufstieg zum Antoniberg in Stepperg
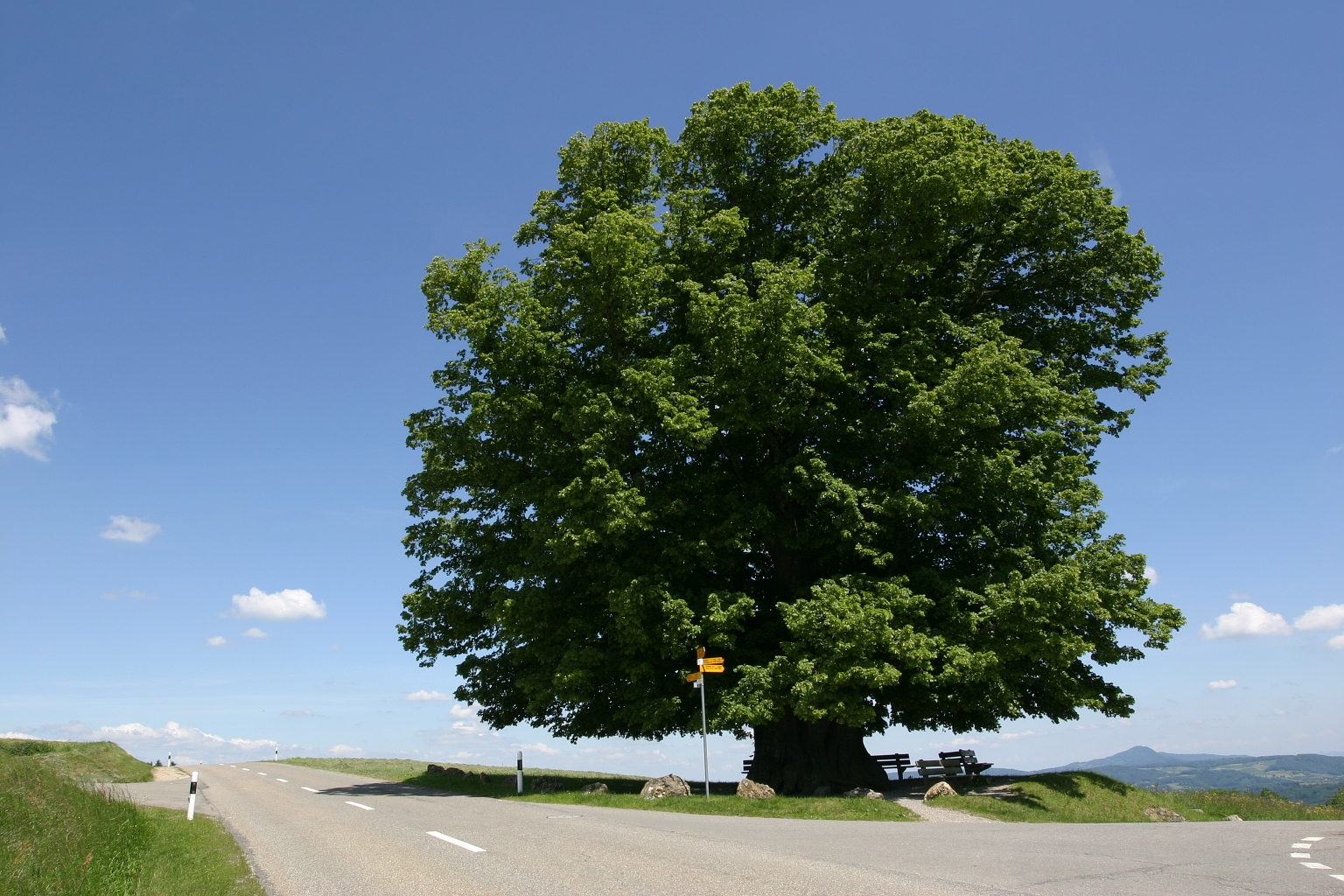
Linde von Linn (Schweiz)
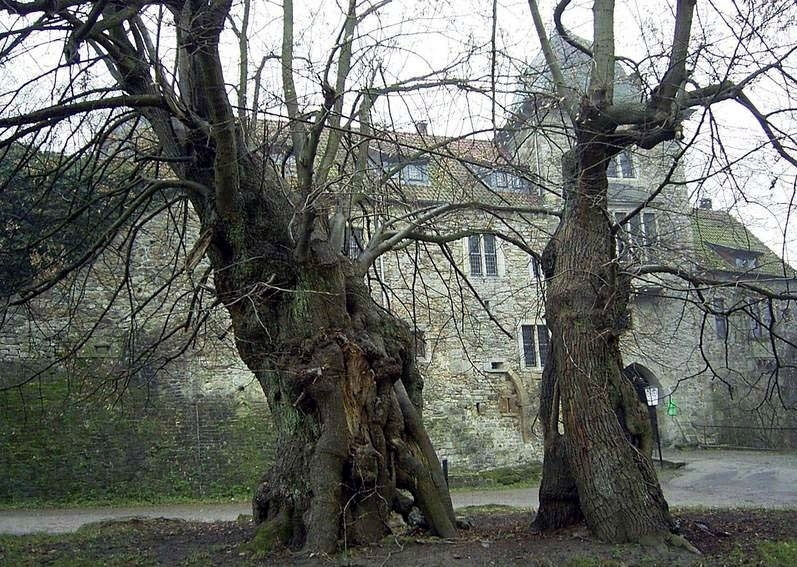
Blut-Linde in Schaumburg
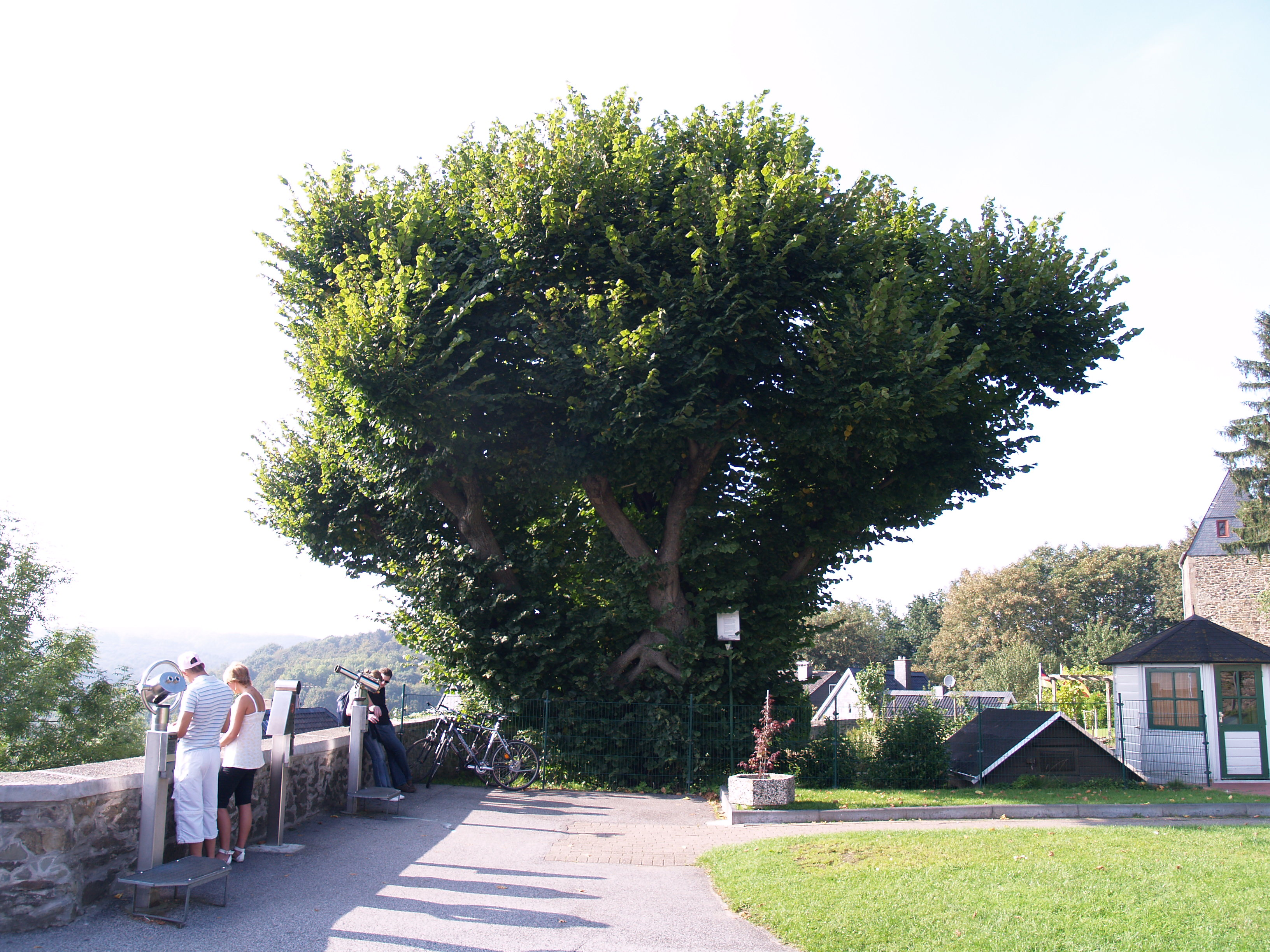
250 Jahre alte Kaiserlinde auf der Burganlage Schloss Burg in Solingen
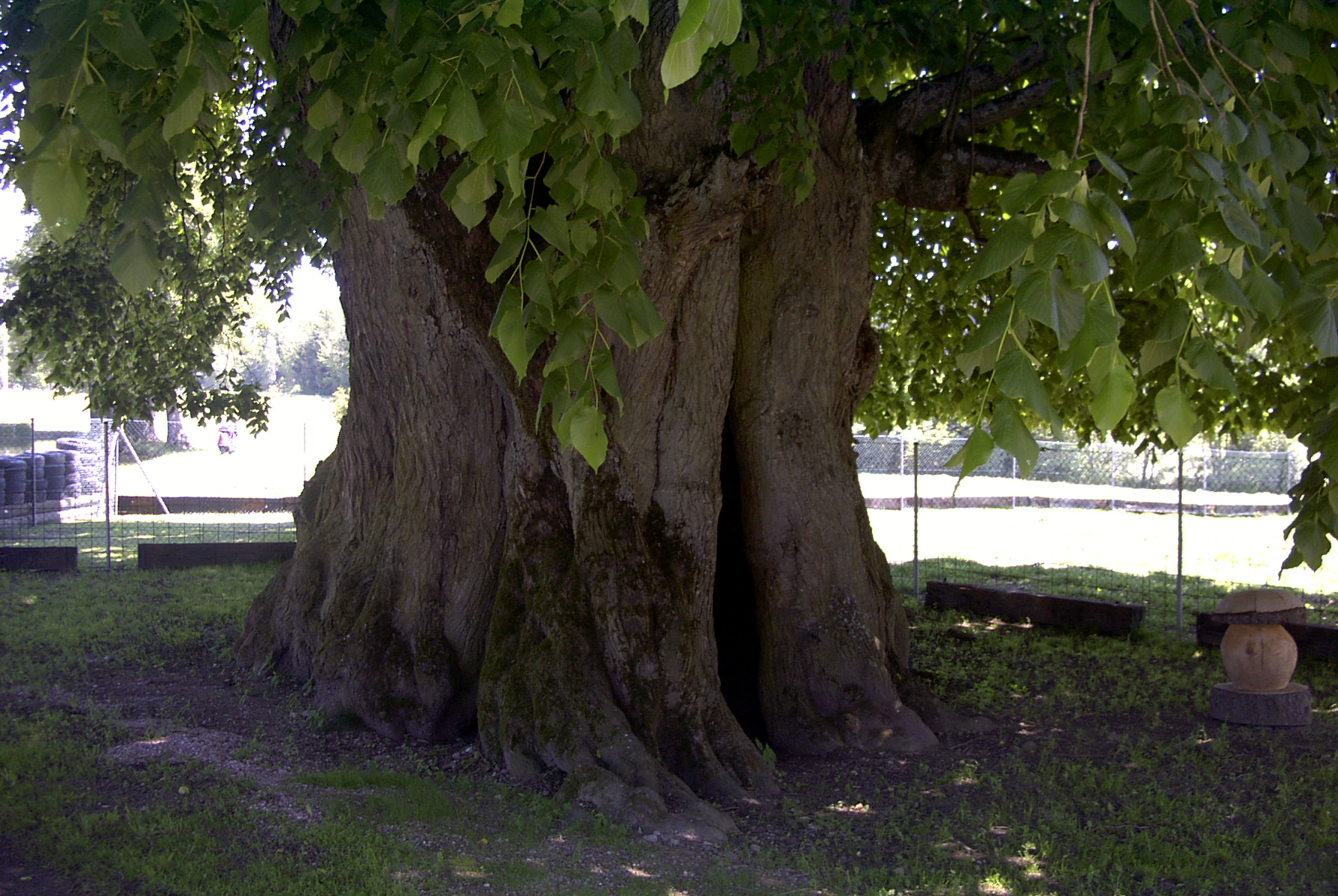
Tausendjährige Linde in Grottenthal
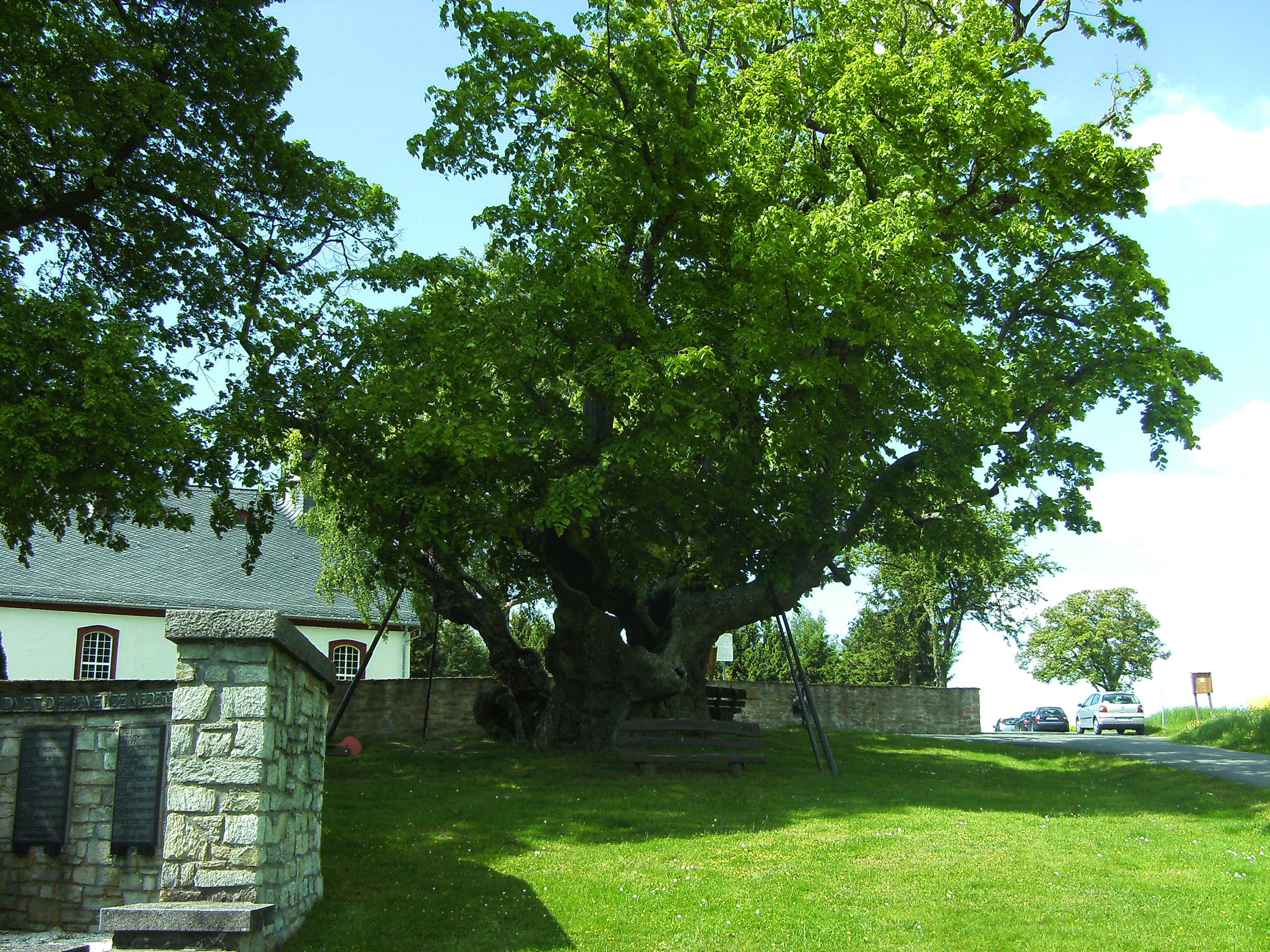
„1000-jährige“ Linde in Reinborn mit Kirche im Hintergrund und Kriegerdenkmal links im Hintergrund
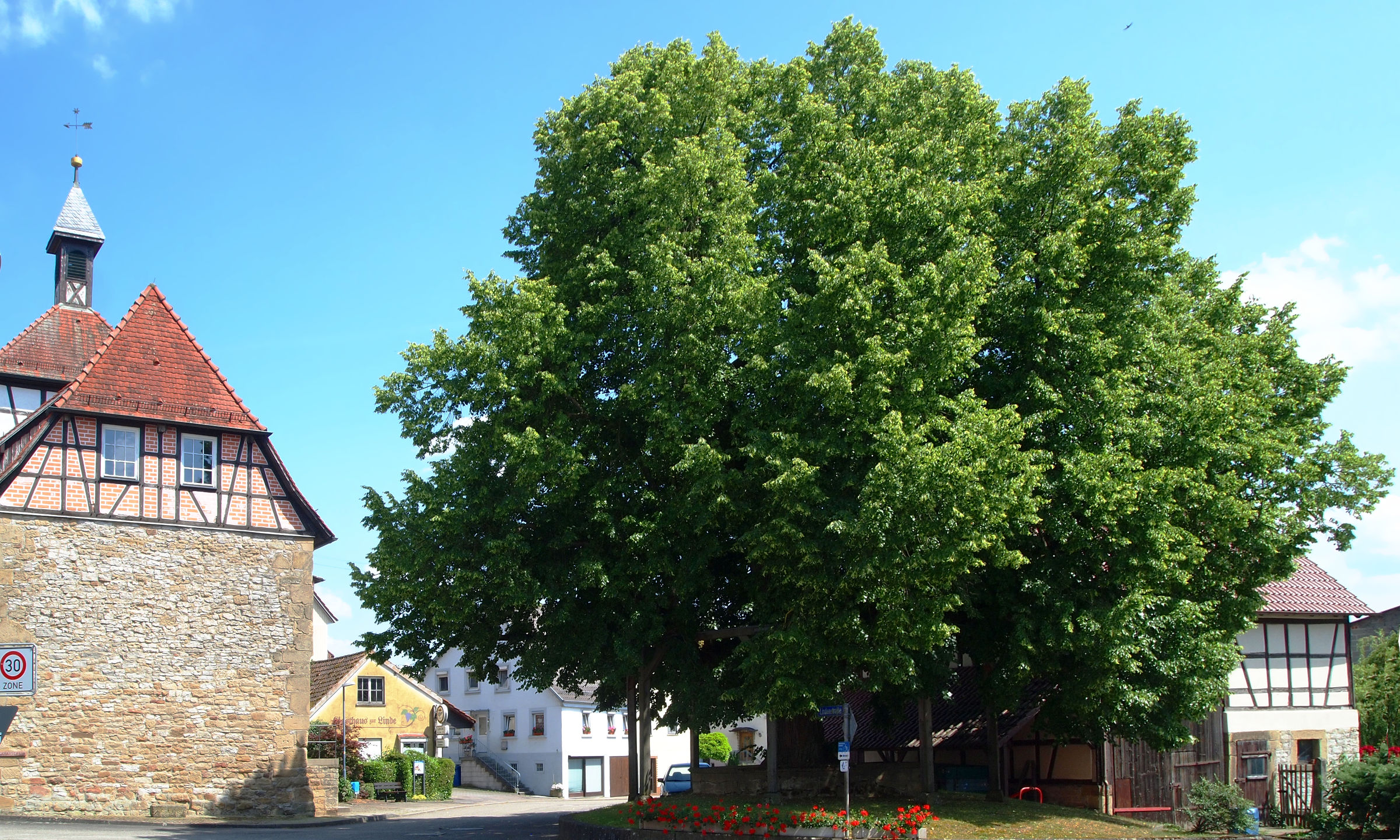
200 Jahre alte Hungerlinde in Langenbeutingen
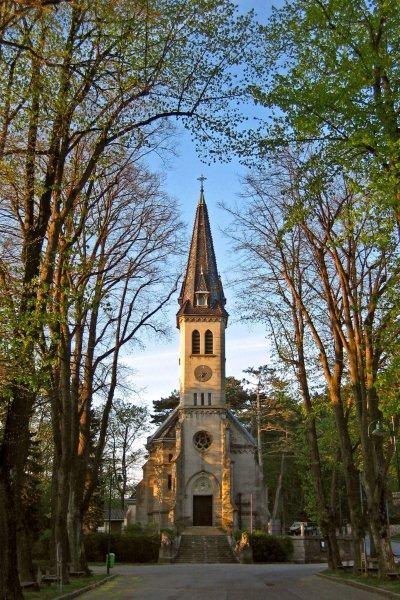
Lindenallee, Kirchenplatz Weissenbach an der Triesting
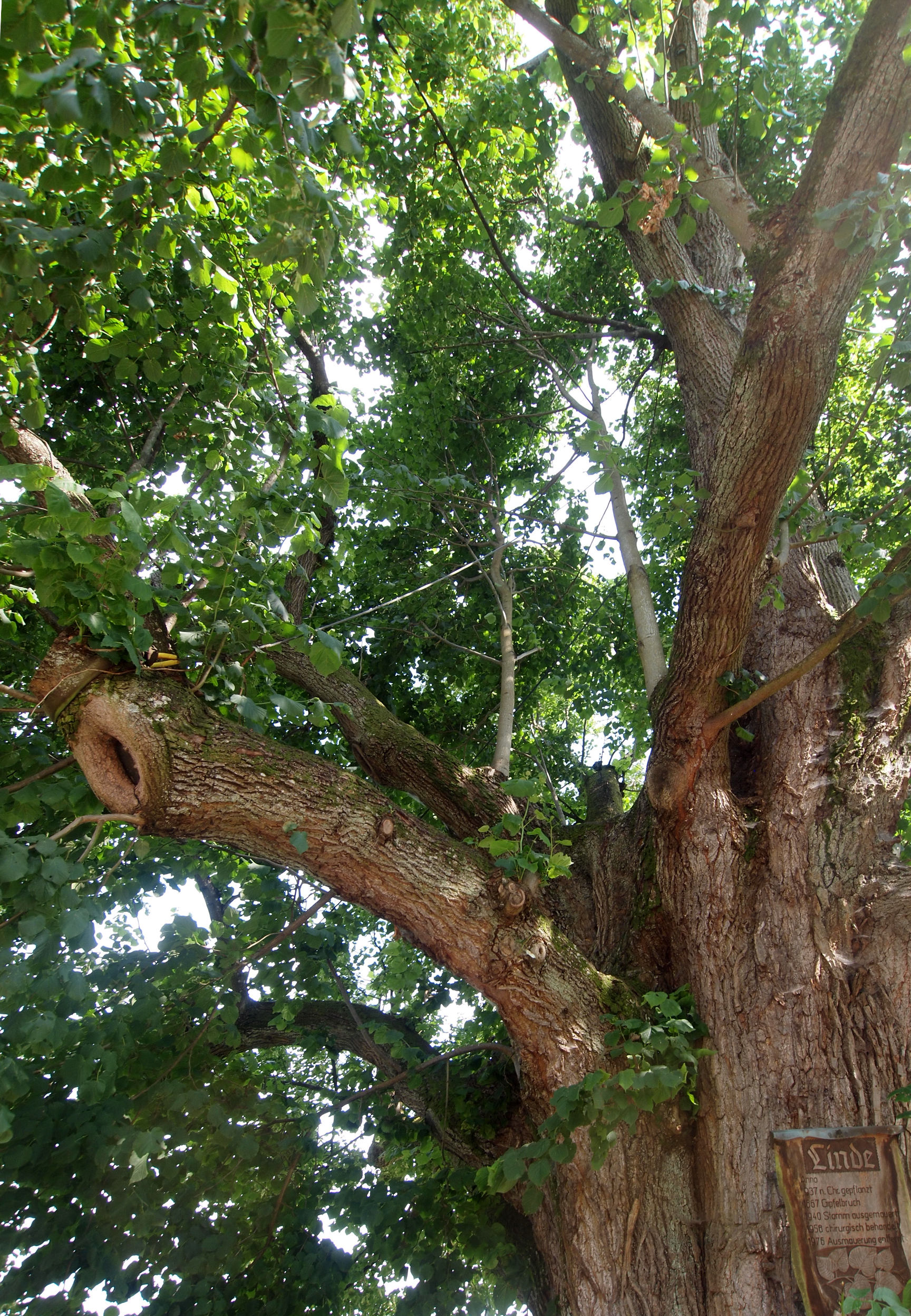
Linde angeblich aus dem Jahr 937 in Schluttenbach, Nordschwarzwald
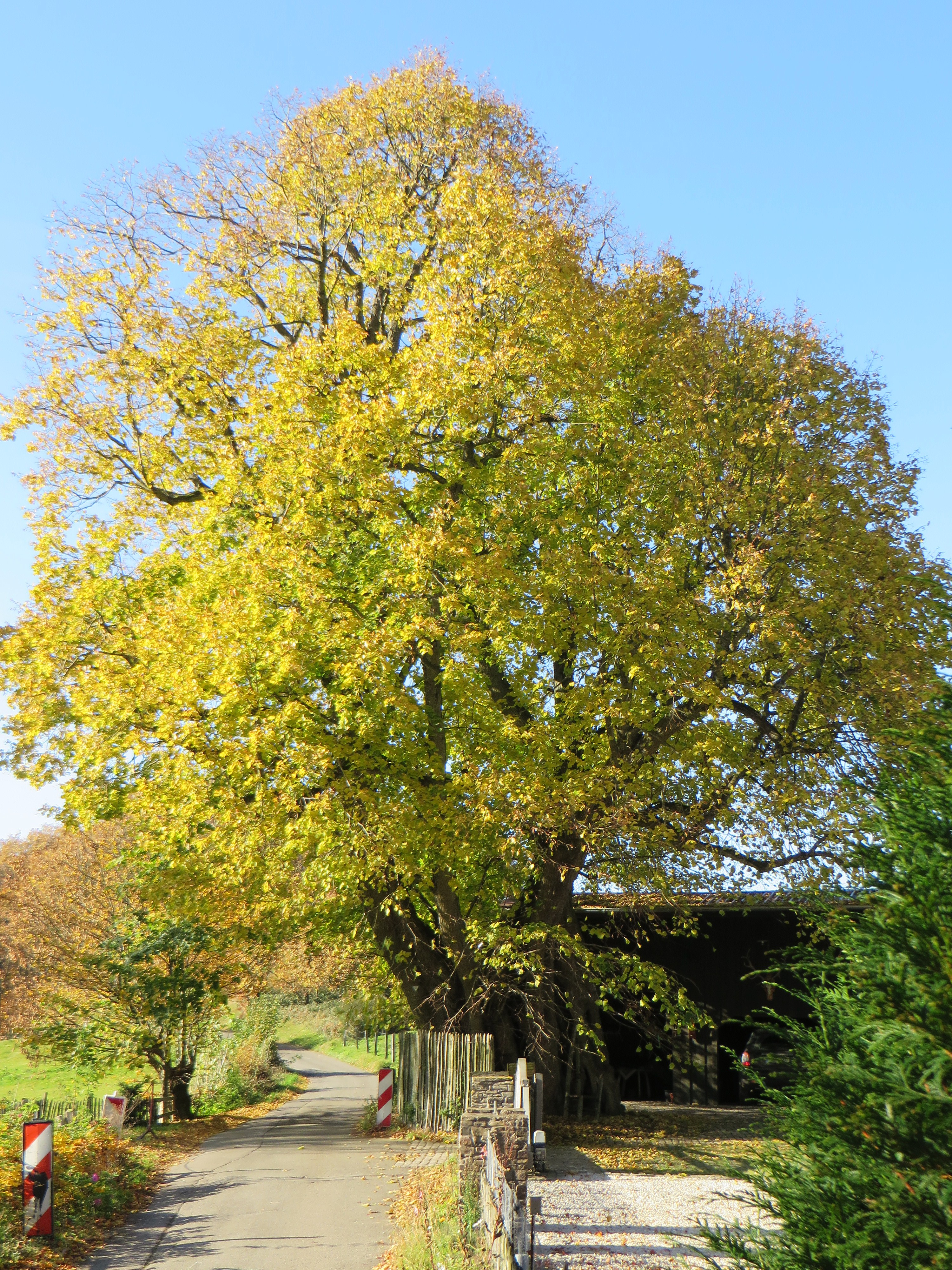
Tausendjährige Feme-Linde in Rumscheid, Hagen-Dahl
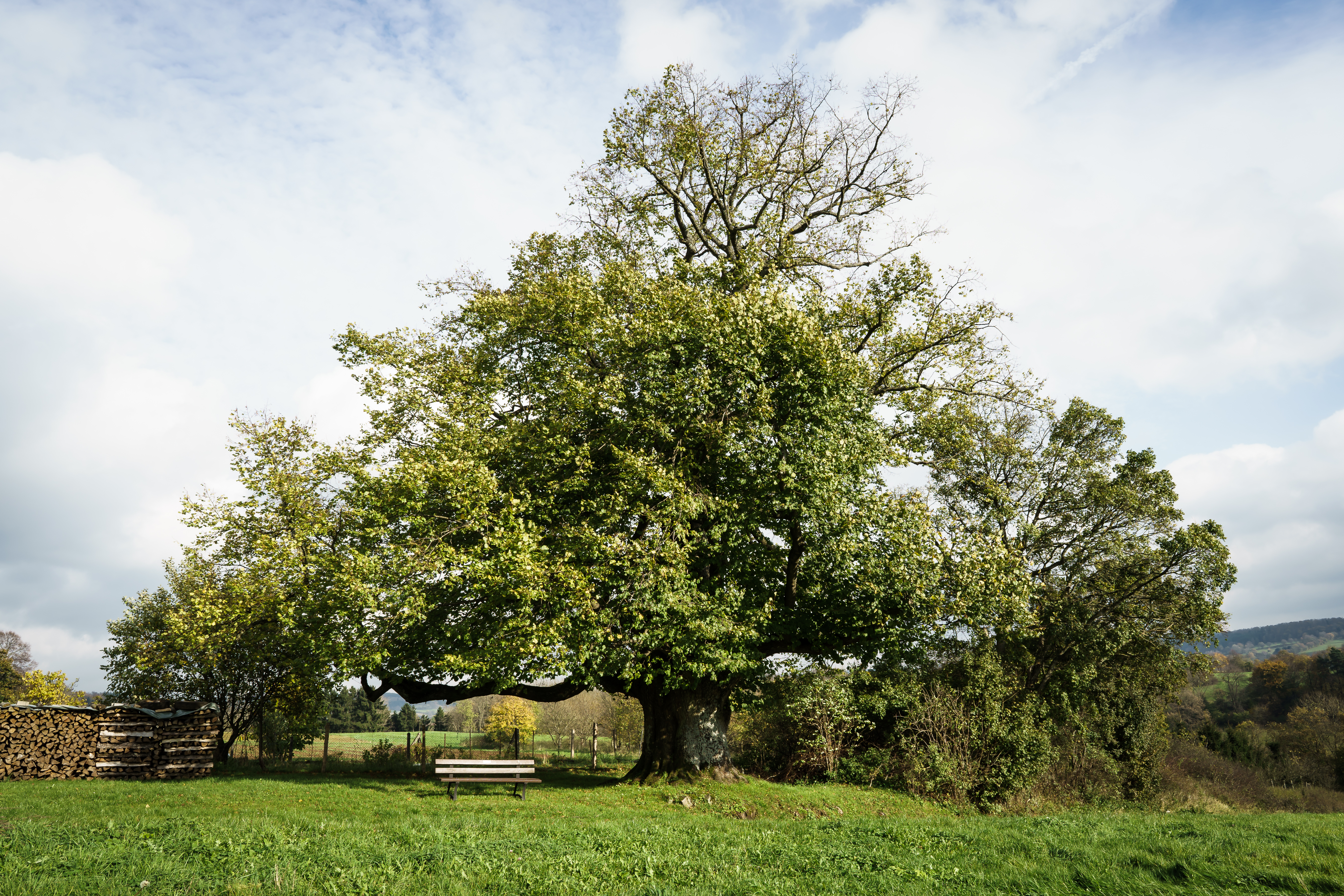
Götzener Linde (Naturdenkmal)
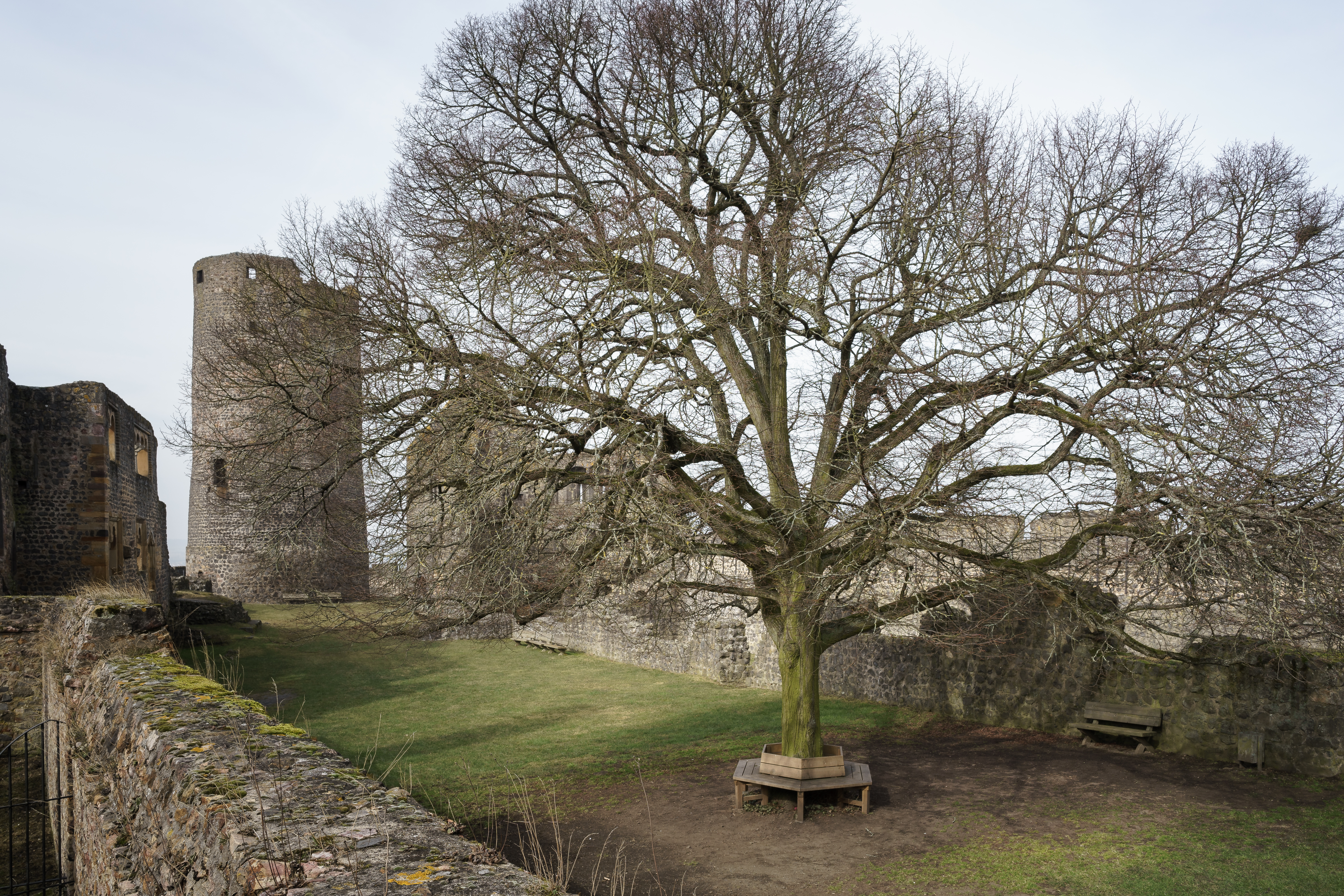
Linde in der Burg Münzenberg
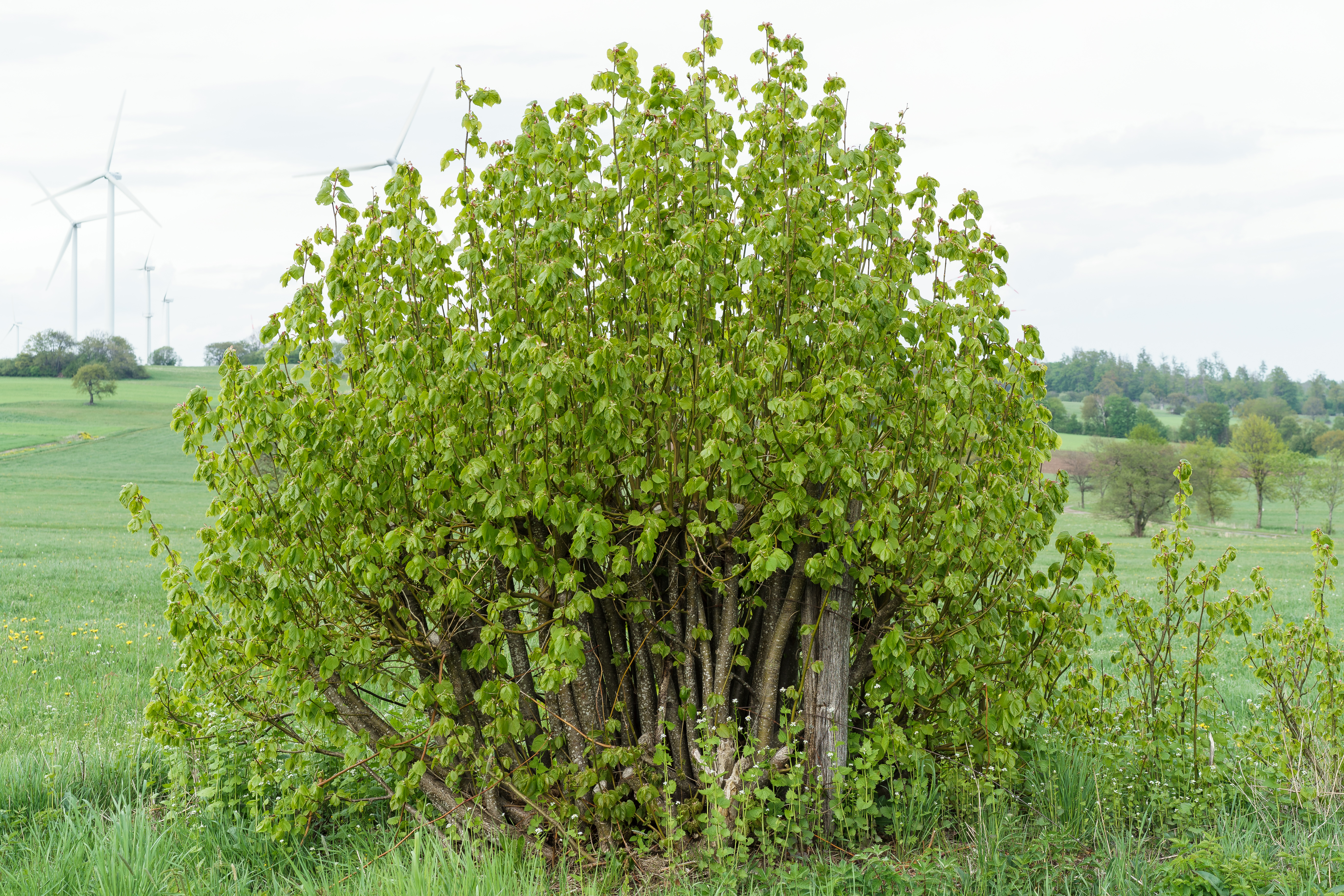
Linde mit mehrfachem Stockausschlag / Vogelsberg
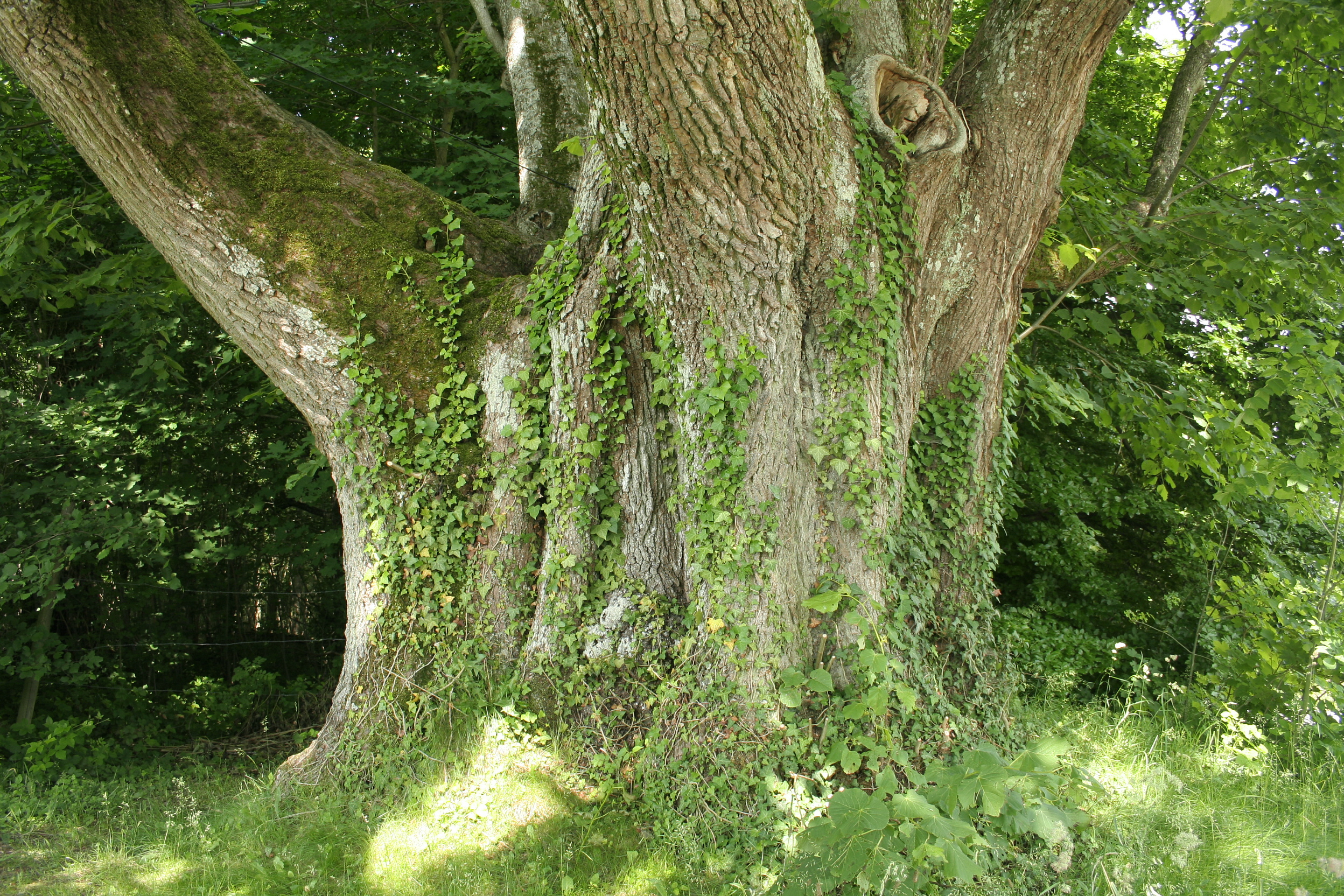
Tilia platyphyllos in Conjoux in (Belgien).
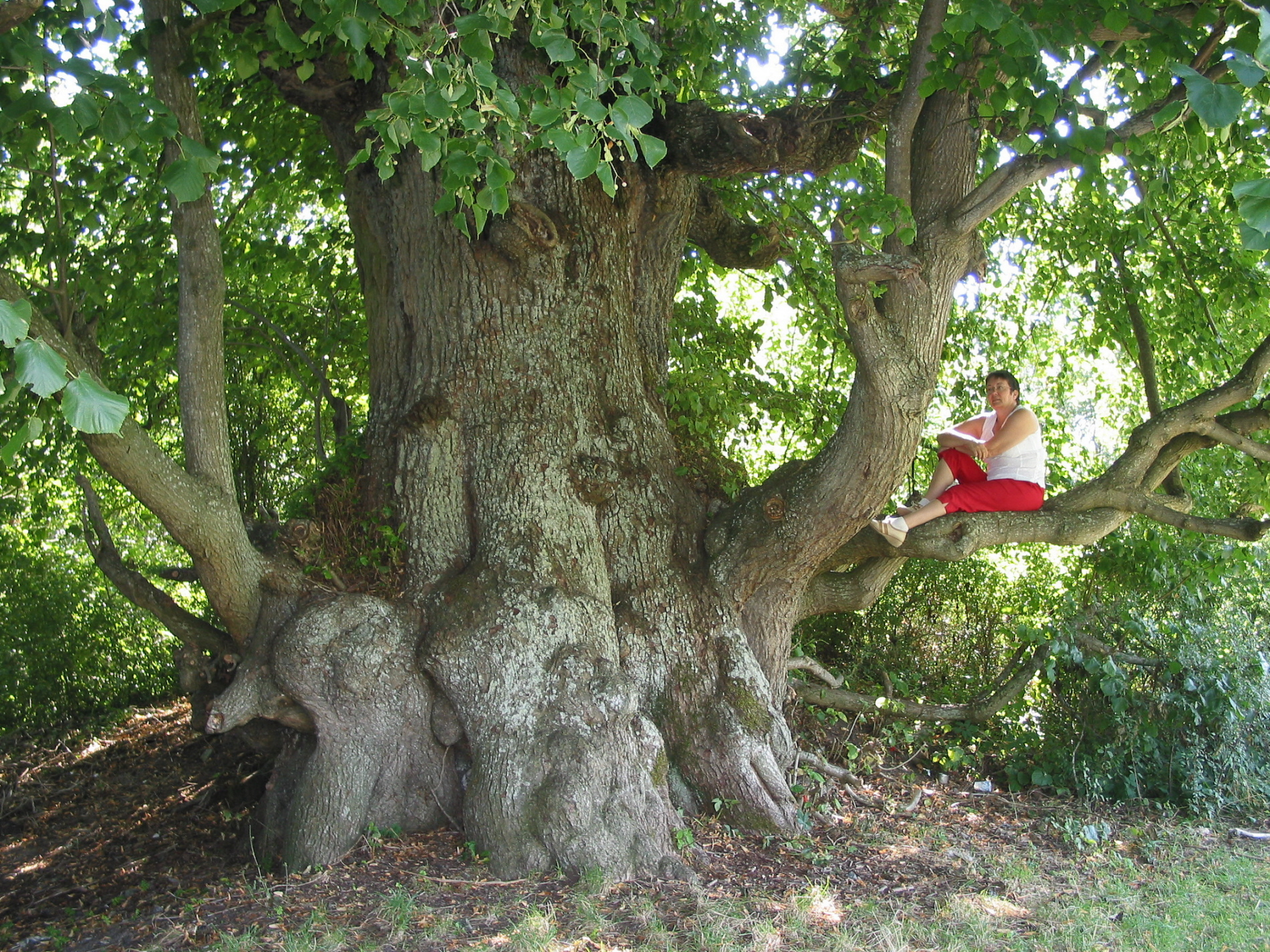
Tilia platyphyllos in Bailièvres (Belgien).
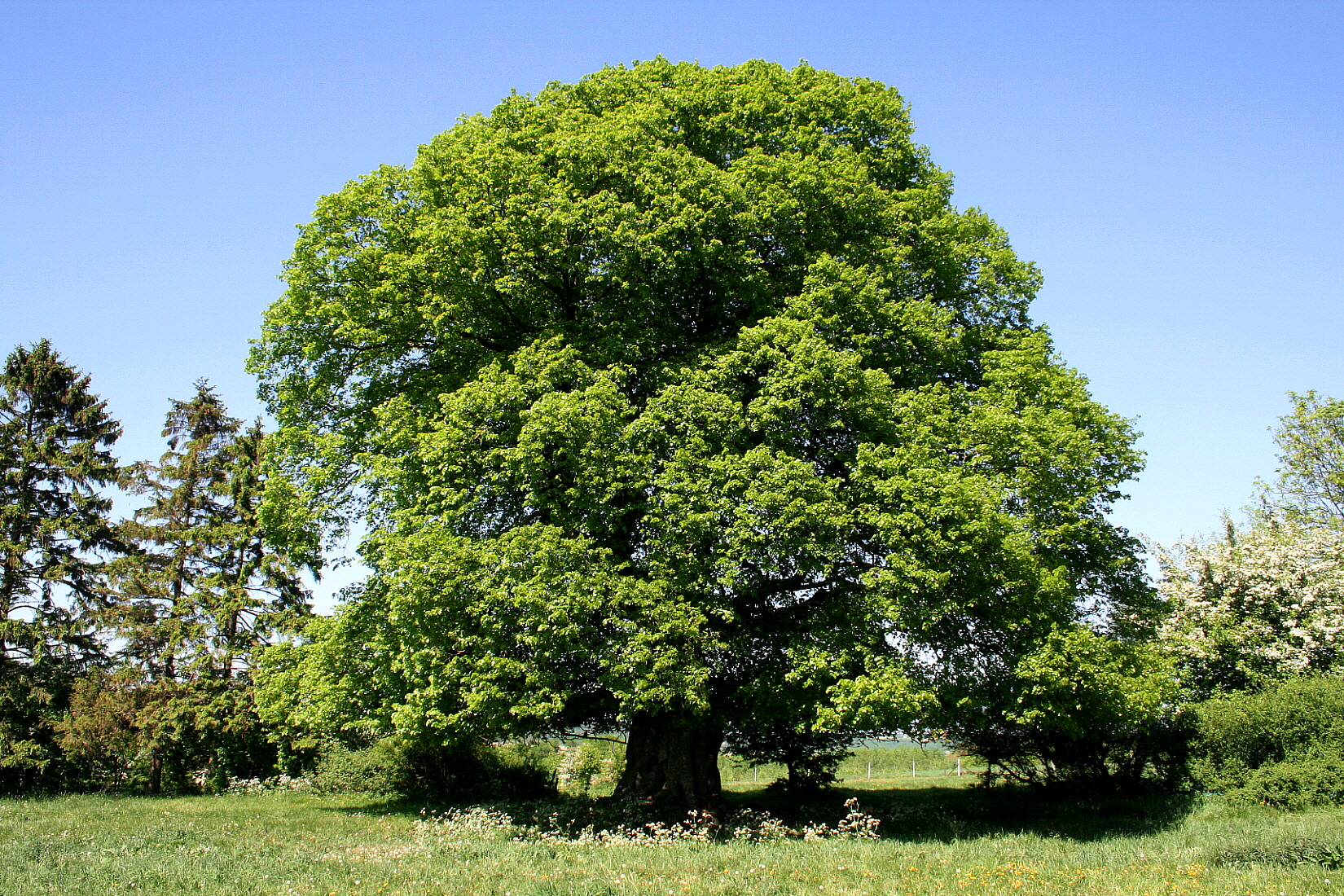
Tilia platyphyllos in Bioul (Belgien).
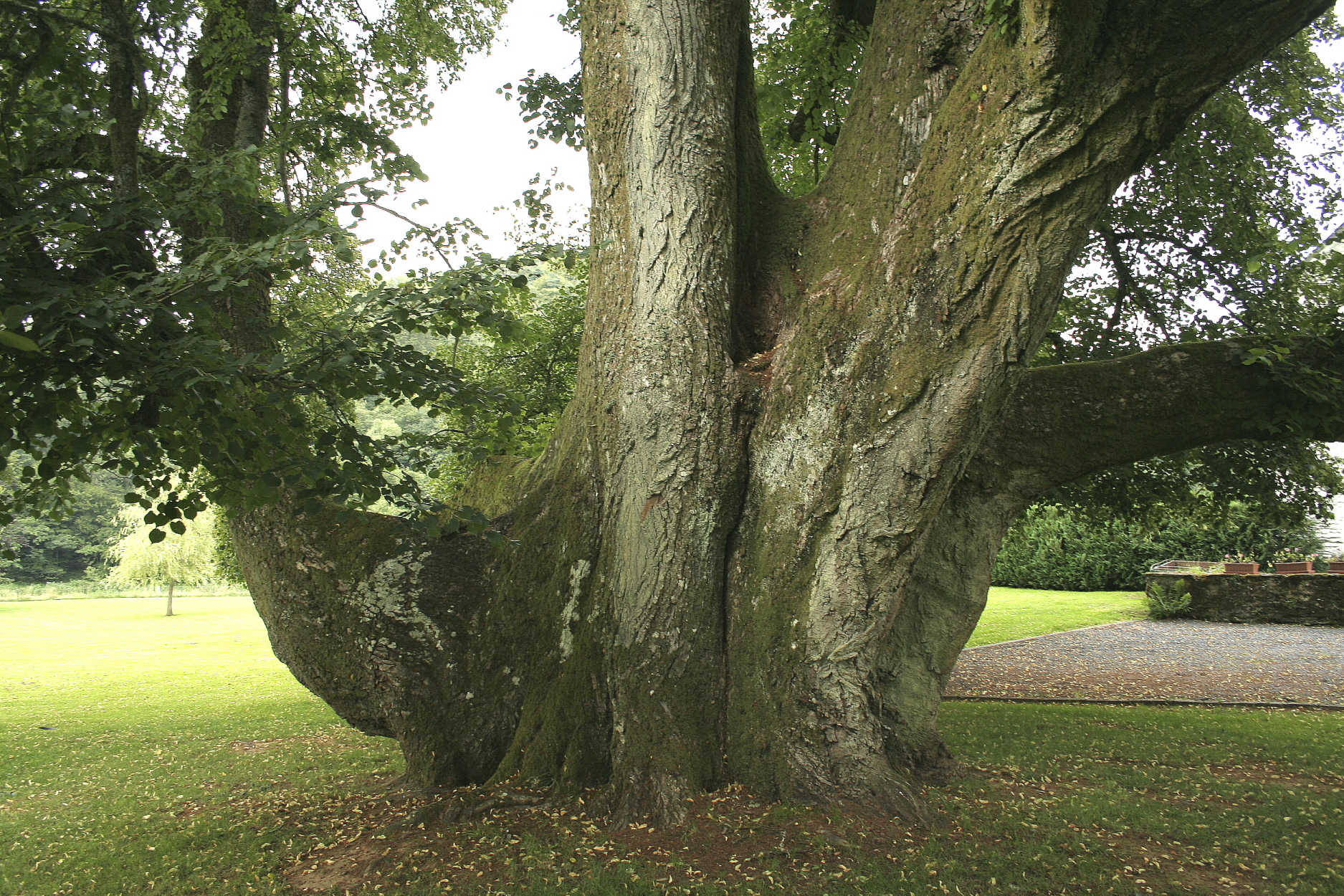
Tilia ×europaea in Sainte-Cécile (Belgien).
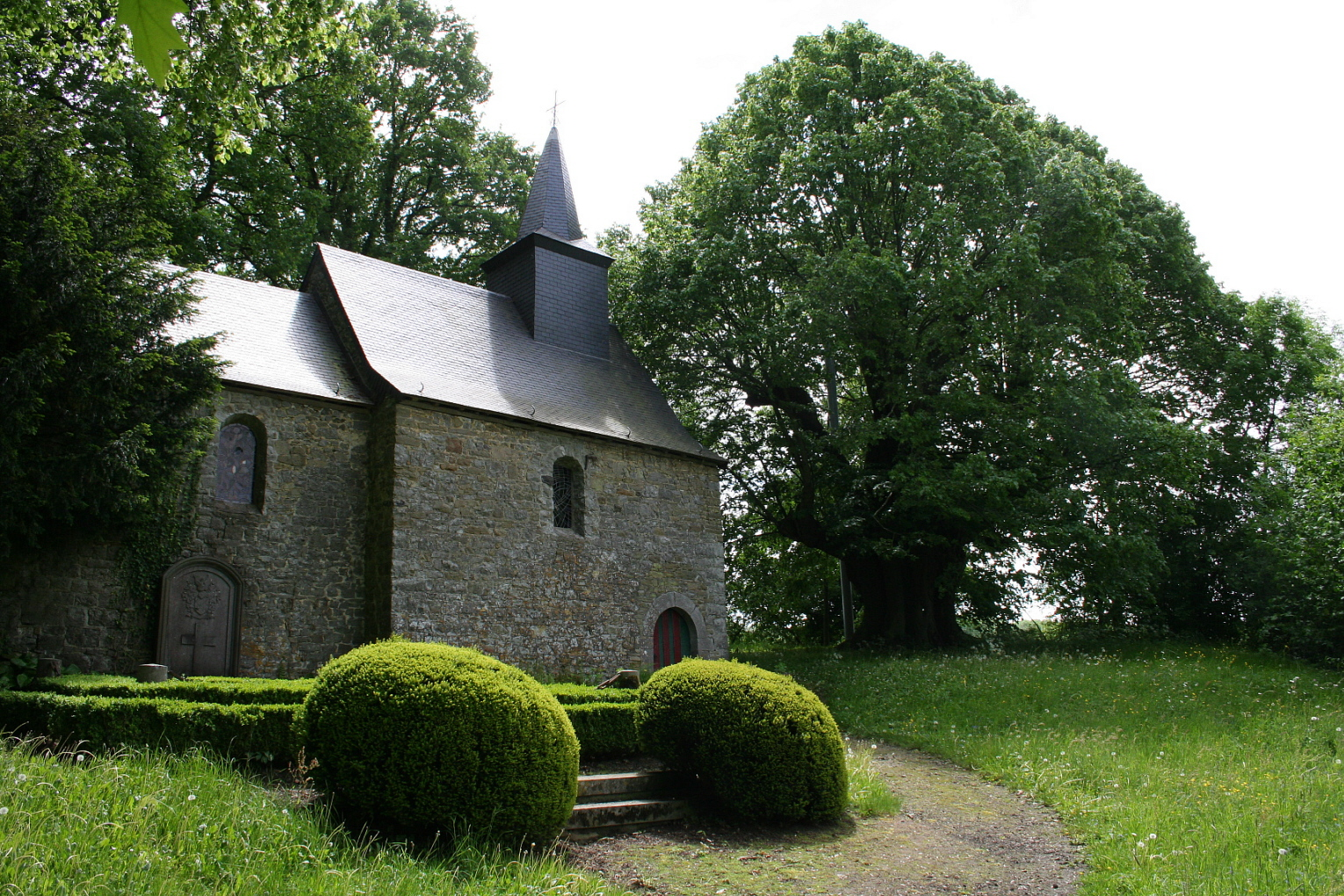
Tilia ×europaea in Doyon (Belgien).